# Russofobia

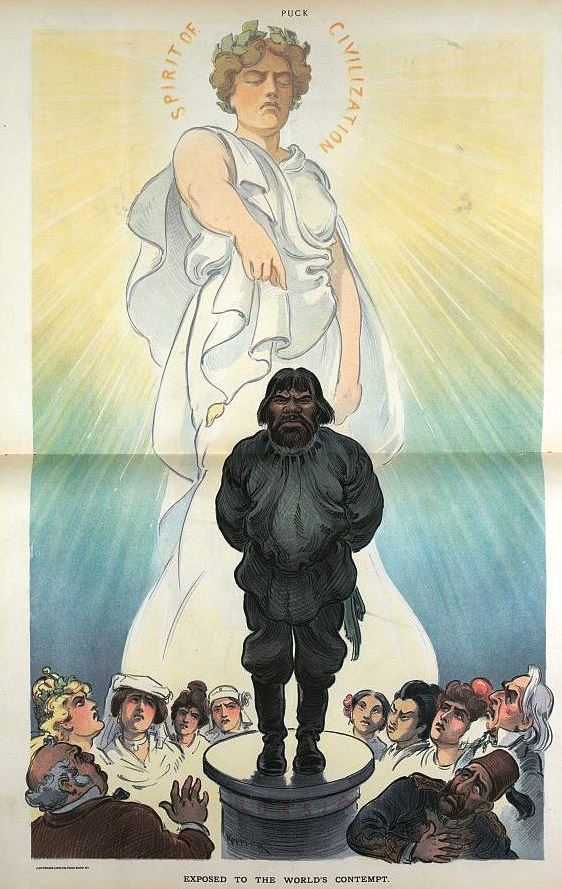
Esposti al disprezzo del mondo. L'illustrazione satirica mostra un gigantesco "Spirito della civiltà" che indica con disprezzo un uomo su un piedistallo con la scritta "Russia"; intorno al piedistallo ci sono John Bull, lo Zio Sam e rappresentanti simbolici di altre nazioni. Puck magazine (1903)

Il sentimento anti-russo o russofobia è l'antipatia, paura o odio per la Russia, il popolo russo, la cultura russa, o la politica russa. Il Collins English Dictionary lo definisce come un odio intenso e spesso irrazionale nei confronti della Russia. L'opposto della russofobia è la russofilia, ovvero l'ammirazione e l'affetto per la Russia, per la sua cultura e per la sua storia.
Storicamente, la russofobia ha incluso maltrattamenti e discriminazioni di base e sponsorizzati dallo Stato, nonché propaganda contenente sentimenti anti-russi. In Europa, la russofobia si basava su vari timori più o meno realistici di conquista russa dell'Europa, come quelli basati sulla falsificazione del testamento di Pietro il Grande documentato in Francia nel XIX secolo e successivamente riemerso in Gran Bretagna ad esempio a seguito dei timori di un attacco russo all'India colonizzata dagli inglesi, in relazione al Grande gioco. Il sentimento anti-russo preesistente in Germania è considerato uno dei fattori che influenzarono il trattamento della popolazione russa sotto l'occupazione tedesca durante la seconda guerra mondiale.
Nel XXI secolo, esistono ancora una serie di cliché della cultura popolare e stereotipi negativi sui russi, in particolare nel mondo occidentale. Alcuni individui potrebbero avere pregiudizi o odio contro i russi a causa della storia, del razzismo, della propaganda o di stereotipi radicati. Le opinioni negative sulla Russia sono diffuse a causa dell' operato del sui governo.
Alcuni analisti hanno sostenuto che la retorica e il giornalismo ufficiali occidentali sulle azioni russe all'estero hanno contribuito alla rinascita del sentimento anti-russo, oltre alla disapprovazione della seconda guerra cecena, della guerra russo-georgiana del 2008 e dell’ingerenza russa nel conflitto nelle elezioni degli Stati Uniti del 2016. Il sentimento anti-russo è peggiorato notevolmente dopo le azioni russe in Ucraina nel 2014. Nell'estate del 2020, la maggior parte delle nazioni occidentali aveva opinioni sfavorevoli sulla Russia. L'accademico ed ex ambasciatore americano in Russia Michael McFaul ha parlato di "combattere la russofobia", facendo appello ai funzionari e ai giornalisti statunitensi affinché smettano di "demonizzare" il popolo russo, criticando la propagazione di stereotipi sui russi, la cultura russa e le inclinazioni nazionali russe. In seguito all'invasione russa dell'Ucraina del 2022, gli immigrati di lingua russa hanno subito molestie, aperta ostilità e discriminazione.
Alcuni ricercatori hanno descritto l'uso delle narrazioni della "russofobia" come una tattica utilizzata da Vladimir Putin. Queste narrazioni sottolineano la convinzione che la Russia si trovi di fronte a una minaccia esistenziale da parte delle potenze occidentali e debba adottare misure drastiche per garantire la stabilità interna, compreso il sostegno alla guerra in corso in Ucraina. Tali narrazioni sono state descritte come imperialismo russo nazionalista.

## Storia

### XVIII e XIX secolo

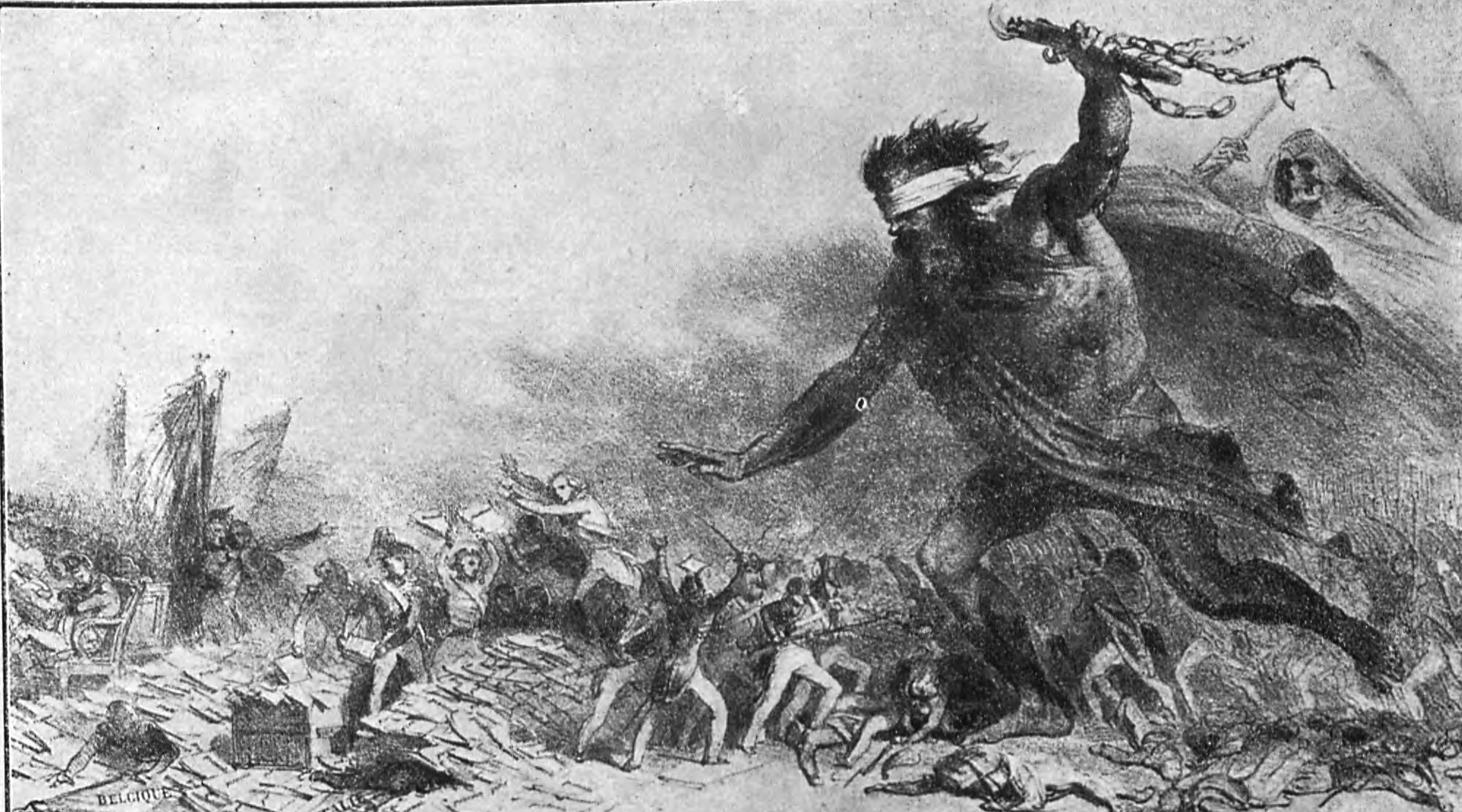
Incisione francese del 1831 "La barbarie e il colera entrano in Europa. Il popolo polacco combatte, le potenze fanno i protocolli e la Francia..." di Denis Auguste Marie Raffet, raffigurante la repressione russa della rivolta di novembre in Polonia nel 1831.

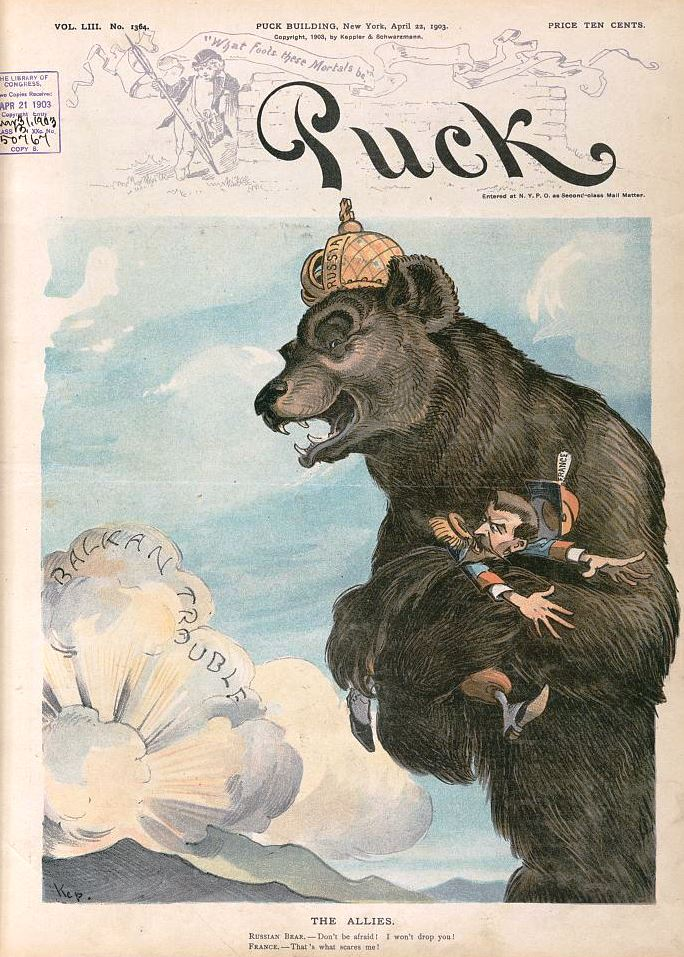
Un'illustrazione della rivista americana Puck del 1903 raffigurante un grande orso che indossa una corona etichettata "Russia" che stringe un minuscolo Émile Loubet etichettato "Francia" mentre un'esplosione manda nuvole di fumo etichettate "Balkan Trouble" fluttuanti verso il cielo.

Il 19 ottobre 1797 il Direttorio francese ricevette un documento da un generale polacco, Michał Sokolnicki, intitolato "Aperçu sur la Russie". Questo falso è noto come il cosiddetto "Testamento di Pietro il Grande" e fu pubblicato per la prima volta nell'ottobre del 1812, durante le guerre napoleoniche, nel tanto letto Des progrès de la puissance russe di Charles Louis-Lesur: questo avvenne per volere di Napoleone I, che ordinò la pubblicazione di una serie di articoli in cui si dimostrava che "l'Europa è inevitabilmente sul punto di diventare bottino per la Russia". Successivamente alle guerre napoleoniche, la propaganda contro la Russia fu continuata dall'ex confessore di Napoleone, Dominique Georges-Frédéric de Pradt, che in una serie di libri descrisse la Russia come una potenza "barbara" assetata di potere e affamata di conquistare l'Europa. Con riferimento alle nuove leggi costituzionali della Russia, nel 1811 il filosofo savoiardo Joseph de Maistre scrisse l'ormai famosa affermazione: "Ogni nazione ha il governo che si merita" ("Toute nation a le gouvernement qu'elle mérite").
A partire dal 1815 e durando all’incirca fino al 1840, i commentatori britannici iniziarono a criticare il conservatorismo percepito dello Stato russo e la sua resistenza agli sforzi di riforma. Nel 1836, The Westminster Review (una pubblicazione trimestrale britannica) attribuì la crescita della marina britannica a "ministri [che] sono colpiti dalla malattia epidemica della russofobia". Tuttavia, la russofobia in Gran Bretagna per il resto del XIX secolo era principalmente legata ai timori britannici che la conquista russa dell'Asia centrale fosse un precursore di un attacco all'India colonizzata dai britannici. Questi timori portarono al “Grande gioco”, una serie di scontri politici e diplomatici tra Gran Bretagna e Russia tra la fine del XIX e l'inizio del XX secolo.
Nel 1843 il marchese de Custine pubblicò il suo diario di viaggio in quattro volumi di 1800 pagine di grande successo La Russie en 1839. La feroce narrazione di Custine ripropone quelli che erano ormai cliché che presentavano la Russia come un luogo in cui "la patina della civiltà europea era troppo sottile per essere credibile". Il suo enorme successo fu tale che seguirono rapidamente diverse edizioni ufficiali e piratate, nonché versioni condensate e traduzioni in tedesco, olandese e inglese. Nel 1846 erano state vendute circa 200mila copie.

### Atrocità tedesche nella seconda guerra mondiale

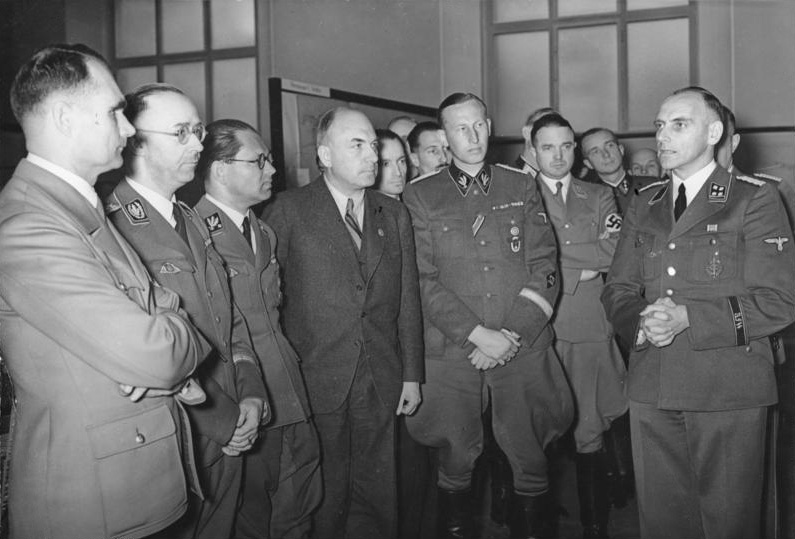
Rudolf Hess, Heinrich Himmler e Reinhard Heydrich ascoltano Konrad Meyer alla mostra del Generalplan Ost, 20 marzo 1941.

Adolf Hitler e il Partito nazista consideravano i popoli slavi (in particolare i polacchi e gli slavi orientali) come Untermenschen (subumani) non ariani. Già nel 1925, Hitler suggerì nel Mein Kampf che il popolo tedesco aveva bisogno del Lebensraum ("spazio vitale") per raggiungere l'espansione tedesca verso est (Drang nach Osten) a spese degli slavi inferiori. Hitler credeva che "l'organizzazione di una formazione statale russa non fosse il risultato delle capacità politiche degli slavi in Russia, ma solo un meraviglioso esempio dell'efficacia della formazione statale dell'elemento tedesco in una razza inferiore".

Dopo l'invasione dell'Unione Sovietica, Hitler espresse i suoi piani per gli slavi:
Quanto ai ridicoli cento milioni di slavi, i migliori li modelleremo come meglio crediamo, e gli altri li isoleremo nei loro porcili; e chiunque parli di prendersi cura degli abitanti locali e di civilizzarli, finisce direttamente in un campo di concentramento! 
Hitler progettava una Russia divisa e guidata da intellettuali anticomunisti russi che egli considerava un "nucleo germanico" di élite:
(dal Mein Kampf, pp. 331-346)

I piani per eliminare i russi e altri slavi dal territorio sovietico per consentire l'insediamento tedesco includevano la fame. Lo storico americano Timothy D. Snyder sostiene che ci furono 4,2 milioni di vittime del Piano Fame tedesco nell'Unione Sovietica, "in gran parte russi, bielorussi e ucraini", inclusi 3,1 milioni di prigionieri di guerra sovietici e 1,0 milioni di civili morti nell'assedio di Leningrado. Secondo Snyder, Hitler intendeva alla fine sterminare fino a 45 milioni di slavi mediante una carestia pianificata come parte del Generalplan Ost. Influenzato dalle linee guida, in una direttiva inviata alle truppe sotto il suo comando, il generale Erich Hoepner della 4. Panzerarmee dichiarò:
La guerra contro la Russia è un capitolo importante nella lotta per l'esistenza della nazione tedesca. È l'antica battaglia dei germanici contro i popoli slavi, della difesa della cultura europea contro l'inondazione moscovita-asiatica e della repulsione del bolscevismo ebraico. L'obiettivo di questa battaglia deve essere la demolizione della Russia odierna e deve, pertanto, essere condotta con una severità senza precedenti. Ogni azione militare deve essere guidata nella pianificazione e nell'esecuzione da una ferrea risoluzione di sterminio spietato e totale del nemico. In particolare, nessun aderente al sistema bolscevico russo contemporaneo deve essere risparmiato.

### Guerra fredda
Un'interpretazione estrema dell'"Articolo X" di George F. Kennan fu sfruttata dai politici americani durante la guerra fredda per portare avanti una politica aggressiva di "conteniment" nei confronti della Russia (nonostante Kennan in seguito avesse denunciato questa interpretazione). Gli stereotipi russofobi di una tradizione illiberale furono favoriti anche dagli storiografi della guerra fredda, anche se gli studiosi della prima Russia sfatarono tali nozioni essenzialiste.
Ampiamente criticato per essere antisemita ed estremista nazionalista, il lavoro di Igor' Rostislavovič Šafarevič Russophobia del 1981 accusava gli "ebrei che cercano il dominio mondiale" di presunta "vasta cospirazione contro la Russia e tutta l'umanità" e di ricerca della distruzione della Russia attraverso l'adozione di una democrazia in stile occidentale.

### Dopo il 1989
Dopo la dissoluzione dell'Unione Sovietica nel 1991 e il crollo del comunismo, il sentimento anti-russo negli Stati Uniti era ai minimi storici. Tuttavia, ha conosciuto una rinascita durante la fine degli anni '90 a causa dell'opposizione della Russia all'allargamento della NATO. Secondo un sondaggio Gallup, nel 1999 il 59% degli americani intervistati vedeva la Russia in modo negativo, rispetto al 25% nel 1991.
Anatol Lieven considerava i commenti occidentali sulla seconda guerra cecena e la reazione russa all'espansione della NATO verso est la causa principale della crescente russofobia negli anni '90. Condannando la brutalità dell'esercito russo e un'esagerata paura della NATO, ha sostenuto che l'influenza delle élite della guerra fredda e delle lobby etniche, insieme agli stereotipi del 19º secolo sull'espansionismo russo, ha portato giornalisti e intellettuali occidentali ad abbandonare gli standard professionali e a impegnarsi nella propaganda, diffondendo la russofobia e l'odio nazionale. Nell'aprile 2007, David Johnson, fondatore della Johnson's Russia List, disse in un'intervista al Moscow News: "Sono solidale con l'idea che in questi giorni Putin e la Russia stanno forse ricevendo una rappresentazione troppo oscura nella maggior parte dei media occidentali. O almeno che le opinioni critiche debbano essere integrate con altri tipi di informazioni e analisi. L’apertura a punti di vista diversi è ancora giustificata”. Andrei Tsygankov, studioso di relazioni internazionali con sede in California, ha osservato che la retorica politica anti-russa proveniente dai circoli di Washington ha ricevuto ampia eco nei principali media americani, affermando che "la rinascita della russofobia è indicativa della paura condivisa da alcuni politici statunitensi ed europei che i loro grandiosi piani per controllare le risorse più preziose del mondo e i siti geostrategici potrebbero non avere successo se la ripresa economica e politica della Russia continua”. Al contrario, Krystyna Kurczab-Redlich e alcuni altri giornalisti attivi in Cecenia già all'inizio degli anni 2000 avevano allarmato il fatto che la vera natura e le intenzioni di Putin fossero state smascherate dalle atrocità russe durante la seconda guerra cecena in quanto non somigliavano affatto a quelle di un democratico occidentale. Tuttavia, era conveniente per le élite occidentali bollare questi rapporti come russofobi e ignorarli, nonostante tali rapporti fossero forniti anche da Anna Stepanovna Politkovskaja, giornalista russa e attivista per i diritti umani, successivamente assassinata. Il primo di questi punti di vista ha infine subito un totale discredito in modo umiliante dopo il 2014, principalmente perché era intrinsecamente difettoso in quanto si concentrava esclusivamente sulle fantastiche motivazioni alla base del sentimento anti-russo in Europa occidentale, ignorando completamente il ragioni precisate delle opinioni negative sulla Russia nell'Europa centrale e orientale, che a loro volta derivano da esperienze e conoscenze reali.
Nell'ottobre 2004, l'Organizzazione Internazionale Gallup annunciò che, secondo il suo sondaggio, il sentimento anti-russo rimaneva piuttosto forte in tutta Europa e in Occidente in generale. È emerso che la Russia era il Paese del G8 meno popolare a livello globale. Nel complesso, la percentuale degli intervistati con una visione positiva della Russia è stata solo del 31%.
Il sentimento anti-russo negli Stati Uniti e nei Paesi dell'Europa occidentale è diminuito durante la presidenza di Dmitrij Medvedev, con circa la metà degli intervistati negli Stati Uniti, Regno Unito, Germania, Spagna e Francia che avevano opinioni positive sulla Russia nel 2011. Ha cominciato a peggiorare nuovamente dopo il 2012. Il Rapporto Transatlantic Trends 2012 ha indicato che "le opinioni sulla Russia sono passate da favorevoli a sfavorevoli su entrambe le sponde dell'Atlantico", rilevando che la maggior parte degli americani e degli europei, così come molti russi, hanno affermato di non essere sicuri che i risultati elettorali esprimessero la volontà degli elettori.
L'atteggiamento nei confronti della Russia nella maggior parte dei Paesi è peggiorato notevolmente in seguito all'annessione della Crimea alla Russia, alla successiva fomentazione delle proteste filorusse in Ucraina del 2014 e al suo intervento nella conseguente guerra del Donbass. Dal 2013 al 2014, gli atteggiamenti negativi medi in Europa sono aumentati dal 54% al 75% e negli Stati Uniti dal 43% al 72%. Gli atteggiamenti negativi sono aumentati rispetto al 2013 anche in Medio Oriente, America Latina, Asia e Africa.
Secondo il politologo Peter Schulze le accuse di collusione con la campagna di Trump, insieme al caso criminale di Lisa F., segnalato in Germania come un caso di guerra ibrida russa, hanno fatto temere che il Cremlino potesse intromettersi anche nelle campagne tedesche, con conseguente crescita del sentimento anti-russo in Germania dopo il 2016.
Nel presunto procedimento penale contro Lisa F. infatti, nel gennaio 2016, una ragazza russo-tedesca di 13 anni è stata denunciata come scomparsa per più di un giorno a Berlino e, dopo essere tornata, ha affermato di essere stata rapita e violentata da tre sconosciuti. Il caso è stato prontamente utilizzato dai funzionari e dai media russi per accusare la Germania di tollerare e nascondere gli abusi sui minori. Queste accuse provocarono manifestazioni di tedeschi russi in diverse città della Germania. La storia del rapimento è stata poco dopo dimostrata falsa dalla polizia dopo l'analisi dei registri dei telefoni cellulari e Lisa ha ammesso di essersi nascosta volontariamente e di non essere stata violentata.
Nell'estate del 2020, la maggior parte delle nazioni occidentali aveva opinioni sfavorevoli nei confronti della Russia, ad eccezione dell'Italia, che il Pew Research Center ha attribuito alla fornitura di aiuti medici da parte di Mosca all'inizio della pandemia.
L'85% degli americani intervistati da Gallup tra il 1° e il 17 febbraio 2022 aveva una visione sfavorevole della Russia.

### Invasione russa dell'Ucraina
C’è stato un forte aumento delle manifestazioni di sentimento anti-russo dopo l'inizio dell'invasione russa dell'Ucraina del 2022. Dopo quest'ultima infatti, il sentimento anti-russo aumentò vertiginosamente in tutto il mondo occidentale. Dall'inizio dell'invasione, i russi etnici e gli immigrati di lingua russa provenienti dagli Stati post-sovietici stanno segnalando a livello globale crescenti casi di aperta ostilità e discriminazione nei loro confronti. Questa ostilità non è solo nei confronti del popolo russo; è stato visto anche diretto alle imprese.
È stato segnalato un "clima di sfiducia pervasivo" nei confronti dei titolari di passaporto russo in Europa e il rifiuto di richieste di conti bancari a causa della nazionalità. Il Regno Unito ha limitato la quantità di risparmi consentiti ai cittadini russi sui conti bancari. Il settore bancario ha considerato la restrizione come una violazione delle leggi sull'uguaglianza del Regno Unito, che vietano la discriminazione in base alla nazionalità. Leonid Gozman ha definito discriminatorie le restrizioni europee e ha affermato che hanno danneggiato i dissidenti costretti a lasciare la Russia, lasciandoli senza mezzi per sopravvivere.
L'indignazione è stata causata dalle manifestazioni pro-guerra tenutesi ad Atene, Berlino, Dublino, Hannover, Francoforte e Limassol, costituite da "veicoli decorati con il simbolo Z pro-guerra e marce a cui hanno partecipato centinaia di nazionalisti sventolanti bandiere". Gli esperti intervistati dal Times hanno affermato che le manifestazioni sono state probabilmente coordinate dal Cremlino attraverso l'agenzia di soft power Rossotrudnichestvo, sottolineando che esiste anche un "elemento dal basso verso l'alto" di sostegno alla Russia.
Nel 2023, la percezione più negativa della Russia era in Ucraina (negativo netto 79%), seguita dal Portogallo con il 69%, dal Giappone con il 68% e dalla Polonia con il 68%, secondo l'indice di percezione della democrazia del 2023.
Jolanta Darczewska e Piotr Żochowski descrivono l'attuale uso del termine "russofobia" da parte del governo russo ad una strategia politica che implica che altri Paesi siano nemici della Russia: "costruire un'immagine di paesi russofobi è uno strumento per plasmare l'identità politica neo-imperiale dei cittadini russi, di mobilitarli di fronte a minacce reali o presunte, e di restituire loro conforto psicologico di fronte al fallimento dell'azione del Cremlino (come in Ucraina)".

## Per paese
| Paese intervistato | Positivo | Negativo | Neutro | Differenza |
| ------------------ | -------- | -------- | ------ | ---------- |
| Ucraina            | 2%       | 89%      | 9%     | -87        |
| Giappone           | 2%       | 77%      | 21%    | -75        |
| Polonia            | 8%       | 78%      | 14%    | -71        |
| Portogallo         | 7%       | 77%      | 16%    | -70        |
| Svezia             | 8%       | 77%      | 15%    | -68        |
| Danimarca          | 10%      | 73%      | 17%    | -63        |
| Francia            | 8%       | 69%      | 23%    | -61        |
| Olanda             | 10%      | 66%      | 24%    | -56        |
| Regno Unito        | 11%      | 67%      | 22%    | -55        |
| Austria            | 12%      | 67%      | 21%    | -55        |
| Belgio             | 12%      | 65%      | 23%    | -53        |
| Germania           | 12%      | 65%      | 23%    | -52        |
| Spagna             | 13%      | 66%      | 21%    | -52        |
| Canada             | 13%      | 63%      | 24%    | -51        |
| Irlanda            | 14%      | 64%      | 22%    | -50        |
| Italia             | 10%      | 60%      | 30%    | -50        |
| Australia          | 13%      | 60%      | 27%    | -47        |
| Svizzera           | 14%      | 60%      | 26%    | -45        |
| Brasile            | 17%      | 56%      | 27%    | -39        |
| Norvegia           | 21%      | 58%      | 21%    | -37        |
| Romania            | 16%      | 53%      | 31%    | -36        |
| Stati Uniti        | 17%      | 50%      | 33%    | -33        |
| Iran               | 16%      | 48%      | 36%    | -32        |
| Corea del Sud      | 22%      | 52%      | 26%    | -30        |
| Ungheria           | 17%      | 45%      | 38%    | -28        |
| Israele            | 27%      | 50%      | 23%    | -23        |
| Cile               | 22%      | 41%      | 37%    | -19        |
| Argentina          | 21%      | 39%      | 40%    | -18        |
| Grecia             | 25%      | 41%      | 34%    | -16        |
| Colombia           | 22%      | 37%      | 41%    | -14        |
| Taiwan             | 25%      | 36%      | 39%    | -11        |
| Singapore          | 31%      | 33%      | 36%    | -2         |
| Venezuela          | 27%      | 26%      | 47%    | +1         |
| Sud Africa         | 34%      | 32%      | 34%    | +1         |
| Tailandia          | 28%      | 23%      | 49%    | +5         |
| Turchia            | 34%      | 27%      | 39%    | +7         |
| Kenia              | 40%      | 27%      | 33%    | +13        |
| Filippine          | 36%      | 22%      | 42%    | +14        |
| Messico            | 38%      | 22%      | 40%    | +16        |
| Perù               | 41%      | 25%      | 34%    | +16        |
| Malaysia           | 37%      | 19%      | 44%    | +18        |
| Indonesia          | 39%      | 11%      | 50%    | +28        |
| Arabia Saudita     | 45%      | 15%      | 40%    | +29        |
| Marocco            | 44%      | 15%      | 41%    | +30        |
| Hong Kong          | 54%      | 21%      | 25%    | +33        |
| Nigeria            | 55%      | 20%      | 25%    | +35        |
| Egitto             | 57%      | 11%      | 32%    | +45        |
| Pakistan           | 59%      | 11%      | 30%    | +48        |
| Cina               | 56%      | 7%       | 37%    | +48        |
| Algeria            | 60%      | 6%       | 34%    | +53        |
| India              | 64%      | 11%      | 25%    | +53        |
| Vietnam            | 66%      | 8%       | 26%    | +58        |
| Russia             | 84%      | 6%       | 10%    | +78        |

### All'interno della Russia

#### Caucaso settentrionale
Nel 2001 una banda cecena prese di mira dei russi, uccidendone 10 a Červljonnaja (Šelkovskoj rajon, Repubblica di Cecenia) tra il 1997 e il 1999. Il leader venne accusato di genocidio, tuttavia la corte non lo ritenne colpevole di tale reato perché inteso come un crimine contro la pace e la sicurezza dell’umanità. La giornalista del canale russo NTV Elena Masjuk, catturata dai ceceni, disse nel 2009 di non aver visto alcun segno di pulizia etnica in Cecenia di cui si vociferava.

#### Russofobia come forma di propaganda
Il Cremlino e i suoi sostenitori vengono talvolta criticati per aver utilizzato le accuse di "russofobia" come forma di propaganda per contrastare le critiche alla politica del governo. Fonti critiche nei confronti del governo russo affermano che sono i media e l'amministrazione statale russa che tentano di screditare la critica "neutrale" generalizzandola in accuse indiscriminate contro l'intera popolazione russa. Nel 2006, il poeta e saggista Lev Rubinstein scrisse che, analogamente al termine "fascismo", il termine "russofobia" è diventato un'"etichetta politica" applicata a persone che non sono d'accordo con le parole o le azioni di persone o organizzazioni che si posizionano come "russi" in senso ideologico, piuttosto che etnico o geografico.
Le risposte russe alle critiche anti-russe esterne hanno intensificato la crescita dell'ideologia nazionalista russa contemporanea, che per molti versi rispecchia il suo predecessore, il nazionalismo sovietico. Il sociologo Anatolij Chazanov afferma che esiste un movimento nazional-patriottico che crede che ci sia uno "scontro di civiltà, una lotta globale tra l'Occidente materialista, individualista, consumista, cosmopolita, corrotto e decadente guidato da gli Stati Uniti e l’Eurasia idealista, collettivista, moralmente e spiritualmente superiore guidata dalla Russia”. A loro avviso, gli Stati Uniti vogliono smantellare la Russia e trasformarla in una fonte di materie prime. L’accusa di russofobia in Occidente è una parte importante delle loro convinzioni.
Joseph Stiglitz ha scritto che questi atteggiamenti sono rafforzati dal fallimento delle riforme economiche liberali post-sovietiche, che si ritiene siano state influenzate dal Tesoro americano. Si dice che una discrepanza tra la retorica statunitense sulla promozione delle riforme democratiche in Russia e le effettive azioni e politiche statunitensi causi profondo risentimento tra i russi, aiutando la propaganda russa a costruire una narrazione dell'interferenza maligna degli Stati Uniti.
Dall’annessione della Crimea nel 2014 e dalle successive sanzioni, si è assistito a un rapido aumento delle accuse di russofobia nel discorso ufficiale. L'uso del termine sul sito web del Ministero degli affari esteri russo è aumentato notevolmente nel periodo tra il 2014 e il 2018. Il presidente russo Vladimir Putin ha paragonato la russofobia all'antisemitismo. L'accademica Jade McGlynn considerava la fusione tra la moderna russofobia e l'antisemitismo nazista come parte di una strategia di propaganda che utilizza la cornice storica per creare una narrazione lusinghiera secondo cui la guerra russo-ucraina è una ricostruzione della Grande Guerra Patriottica. Kathryn Stoner e Michael McFaul hanno spiegato la svolta verso il nazionalismo radicale come una strategia per preservare il regime all'interno delle pressioni economiche e politiche interne, sostenendo che "Per mantenere la sua argomentazione a favore della legittimità in patria, Putin ha bisogno... di un confronto costante ciò supporta la narrativa secondo cui la Russia è sotto assedio da parte dell'Occidente, che la Russia è in guerra con gli Stati Uniti”.
Una politologa russa e ricercatrice senior presso l'Istituto per gli studi europei, russi ed eurasiatici dell'Università George Washington, Marija Lipman, ha affermato che questa narrazione è stata resa più convincente imponendo sanzioni alla Russia e sostenendo l’Ucraina con le armi, nonché da dichiarazioni su indebolimento della Russia operato dall’establishment americano, amplificato dalla televisione russa.
The Washington Post ha riportato l'efficacia dell'uso dell'etichetta di "russofobia" da parte della propaganda russa per sostenere il sostegno all'invasione dell'Ucraina presentandola come un confronto esistenziale con l'Occidente. Secondo un'agenzia di sondaggi indipendente, "la gente spiega che gran parte del mondo è contro di noi e che solo Putin spera di trattenere la Russia, altrimenti saremmo divorati completamente. Per loro è la Russia che si difende".

### Caucaso meridionale

#### Armenia
Dopo che Nicola II intensificò le politiche di russificazione e non fornì un'opposizione significativa ai massacri dell'Impero ottomano contro gli armeni, aumentò il sentimento anti-russo tra i gruppi nazionalisti armeni. Dopo che il governo russo confiscò le terre della Chiesa armena nel 1903, ciò portò ad attacchi contro le autorità russe e gli armeni che collaboravano con loro da parte di armeni mobilitati dal partito ARF.
Nel luglio 1988, durante il movimento Karabakh, l'uccisione di un armeno e il ferimento di decine di altri da parte dell'Esercito sovietico in un violento scontro all'aeroporto di Zvartnots vicino a Erevan scatenò manifestazioni antirusse e antisovietiche. Nel 2015, le relazioni tra Armenia e Russia sono state tese dopo il massacro di una famiglia armena di 7 persone a Gyumri da parte di un militare russo nella Russian 102nd Military Base.
Le relazioni tra Armenia e Russia sono peggiorate negli ultimi anni, a causa del rifiuto della Russia di aiutare l'Armenia nella seconda guerra del Nagorno Karabakh del 2020 e negli scontri Armenia-Azerbaigian del settembre 2022, nonché a causa di dichiarazioni percepite come anti-armene da figure vicine al presidente russo Vladimir Putin. Ciò ha provocato un forte aumento del sentimento anti-russo nel paese.

#### Azerbaigian
Il massacro del Gennaio nero del 1990 prima dell'indipendenza dell'Azerbaigian e il complicato ruolo della Russia nella prima guerra del Nagorno-Karabakh tra Azerbaigian e Armenia hanno aumentato la percezione negativa della Russia. Sotto la presidenza di Abülfaz Elçibay nel 1992-93, le relazioni tra Russia e Azerbaigian furono danneggiate a causa delle sue politiche anti-russe, tuttavia sotto İlham Əliyev, le relazioni invece migliorarono.

#### Georgia

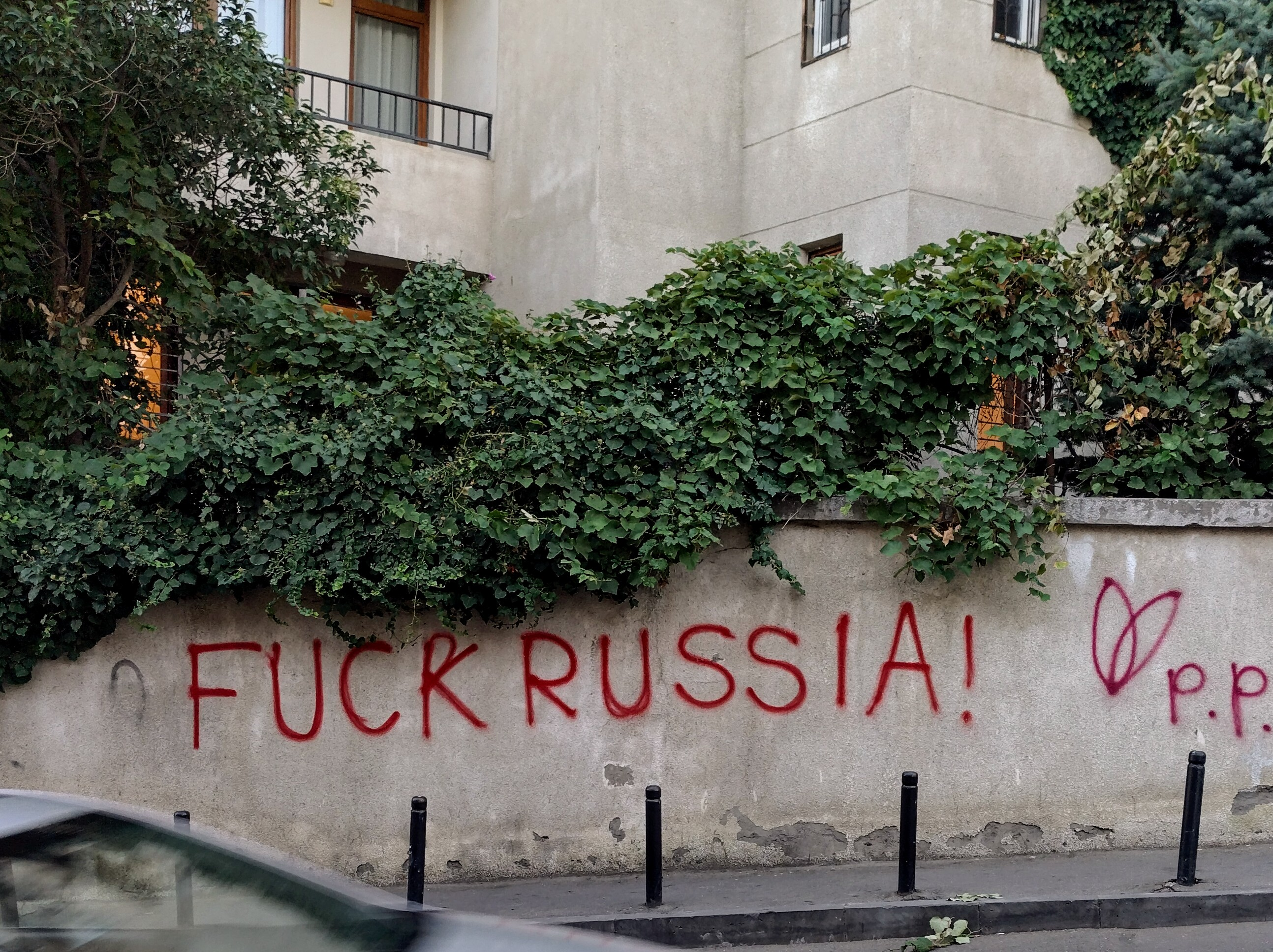
Messaggio esplicito antirusso a Tblisi.

C’è stata una crescente animosità nei confronti dei russi a Tbilisi dopo l'invasione russa dell'Ucraina del 2022, che è stata diretta anche nei confronti dei russi in esilio che recentemente sono fuggiti dal loro Paese d'origine. Comprende cartelli di aziende e post di ospiti di Airbnb che dichiarano “i russi non sono i benvenuti”, graffiti anti-russi trovati in molte strade del centro, il famoso night club Bassiani che bandisce chiunque abbia un passaporto russo e una petizione in Rete firmata da migliaia di locali che chiedono misure più severe norme sull'immigrazione per i russi.
Di conseguenza, nel marzo 2022 una forte maggioranza pari all'84% degli intervistati in un sondaggio georgiano ha affermato che la Russia è nemica della Georgia, un netto aumento rispetto a dieci anni prima. Secondo un sondaggio del 2012, il 35% dei georgiani percepiva la Russia come il più grande nemico della Georgia. Inoltre, in un sondaggio del febbraio 2013 una maggioranza del 63% ha affermato che la Russia è la più grande minaccia politica ed economica per la Georgia, rispetto al 35% di coloro che consideravano la Russia il partner più importante per la Georgia. Nel novembre 2023, l'11% preferiva legami più stretti con la Russia, abbandonando i legami occidentali, e il 25% voleva approfondire i legami con la Russia.
La radice del sentimento anti-russo georgiano risiede nella storia del colonialismo russo in Transcaucasia. Per i georgiani, il Paese è stato occupato e annesso due volte dalla Russia. Prima nel 1801 sotto il regime zarista e poi, dopo un breve intermezzo di indipendenza della Repubblica Democratica di Georgia (1918-1921), un periodo di 70 anni di violenta occupazione sovietica. Questo sentimento fu ulteriormente alimentato dagli eventi degli anni '90, quando la Russia sostenne l'indipendenza dell'Abcasia e dell'Ossezia del Sud, due parti storicamente inalienabili della Georgia, provocando la guerra georgiano-abcasa, il conflitto georgiano-osseto e successivamente la seconda guerra in Ossezia del Sud nel 2008. È stata seguita anche dalla simpatia georgiana verso i ceceni durante il conflitto ceceno-russo degli anni '90.

### Resto d'Europa
Il sentimento anti-russo in Europa ha una lunga storia, che risale a diversi secoli fa. Inizialmente, è stato in gran parte guidato dalle differenze religiose e culturali, nonché dalle politiche espansionistiche della Russia. Questo sentimento si è evoluto nel tempo, ma i temi di fondo della barbarie percepita, dell'imperialismo e dell'inferiorità culturale sono rimasti costanti.
Le opinioni negative sulla Russia in Europa iniziarono a prendere forma nel XV secolo durante il periodo di espansione russa in terre non russe sotto Ivan III. Le campagne della Russia contro la Confederazione polacco-lituana, le città livoniane e la Finlandia controllata dalla Svezia segnarono l'inizio della percezione della Russia come una minaccia. Durante quest'epoca, la Russia veniva spesso descritta dai suoi avversari europei come una nazione barbara, non cristiana e imperialista. Michael C. Paul ha sostenuto che le crociate del XIII secolo contro le città cristiane russe come Novgorod e Pskov potrebbero evidenziare un'animosità religiosa e culturale ancora più profondamente radicata.
Durante la guerra di Livonia (1558–83), le potenze europee, in particolare la Polonia-Lituania e le città tedesche livoniane, intensificarono la loro percezione negativa della Russia. Hanno imposto l'embargo sulle forniture belliche alla Russia, temendo la possibilità che ricevesse forniture militari dall'Inghilterra, che aveva una missione commerciale attiva in Russia. La regina Elisabetta ha negato le accuse.
I contemporanei descrissero lo zarismo di Russia e il primo Impero russo come un barbaro nemico del cristianesimo. I resoconti di viaggiatori occidentali come l'ambasciatore austriaco Sigismund von Herberstein e l'ambasciatore inglese Giles Fletcher nel XVI secolo dipingevano la Russia in una luce negativa, concentrandosi su aspetti come la superstizione, la brutalità e l'arretratezza. Le opinioni negative persistettero nei secoli XVII e XVIII, con gli osservatori occidentali che continuavano a evidenziare aspetti come la superstizione, l'ubriachezza e le pratiche barbare nella società russa. Figure importanti come il capitano John Perry e i viaggiatori francesi Jacques Margeret e Jean Chappe d'Auteroche contribuirono a queste percezioni, spesso paragonando sfavorevolmente la società russa agli standard occidentali.
Più recentemente, la russofobia nell'Europa occidentale si basava su vari timori più o meno fantastici di conquista russa dell'Europa, come quelli basati sulla falsificazione del testamento di Pietro il Grande documentato in Francia nel XIX secolo e successivamente riemerso in Gran Bretagna a seguito di timori di un attacco russo all'India colonizzata dai britannici in relazione al Grande gioco.
In un sondaggio del 2012, la percentuale di immigrati russi nell'UE che hanno indicato di aver subito crimini d'odio a sfondo razziale era del 5%, che è inferiore alla media del 10% riportata da diversi gruppi di immigrati e minoranze etniche nell’UE. Il 17% degli immigrati russi nell'UE ha dichiarato di essere stato vittima di crimini nei 12 mesi precedenti, rispetto a una media del 24% tra diversi gruppi di immigrati e minoranze etniche.

#### Baltici
Nel 2015, il presidente della commissione per gli affari esteri della Duma di Stato russa, Aleksej Puškov, ha affermato che la russofobia era diventata la politica statale nei Paesi baltici e nel 2021 il ministro degli affari esteri Sergey Lavrov ha accusato quei Paesi di essere "i leader della minoranza russofoba" nella NATO e nell'Unione europea.

##### Lettonia
Secondo The Moscow Times, i timori della Lettonia nei confronti della Russia sono radicati nella storia recente. Tale giornale ha rilevato opinioni contrastanti sul fatto che la Lettonia e altri Stati baltici siano stati occupati dall'URSS o vi si siano uniti volontariamente, così come le deportazioni del giugno 1940-1941 e del marzo 1949 che seguirono e più recentemente l'annessione della Crimea che ha alimentato il timore che anche la Lettonia potesse essere annessa alla Russia. Il giornalista e conduttore televisivo russo-americano Vladimir Vladimirovič Pozner credeva che il fatto che molti migranti russi nella SSR Lettone non imparassero la lingua lettone e aspettassero che la popolazione locale parlasse russo e contribuisse anche all'accumulo di sentimenti anti-russi.
Nessun russo è mai stato ucciso o ferito per ragioni politiche, nazionalistiche o razziste in Lettonia da quando ha riconquistato la sua indipendenza e in un sondaggio del 2012 solo il 2% della minoranza russa in Lettonia ha riferito di aver sperimentato un crimine d'odio di matrice "razziale" (rispetto a una media del 10% tra gli immigrati e le minoranze nell'UE). Una ricerca precedente del 2004 "Tolleranza etnica e integrazione della società lettone" del Baltic Institute of Social Sciences ha rilevato che gli intervistati lettoni in media valutavano le loro relazioni con i russi 7,8 su 10, mentre gli intervistati non lettoni valutavano le loro relazioni con i lettoni 8,4 su 10. Entrambi i gruppi credevano che i legami tra loro fossero soddisfacenti, non fossero cambiati negli ultimi cinque anni e sarebbero rimasti gli stessi o migliorati nei successivi cinque anni. Il 66% degli intervistati non russi ha affermato che sarebbe d'accordo anche che il proprio figlio o figlia sposasse un/una russo/a. Gli intervistati hanno menzionato alcuni conflitti etnici, ma tutti sono stati classificati come scontri psicolinguistici come i confronti verbali.
Occasionalmente, i russi in Lettonia sono stati presi di mira dalla retorica anti-russa di alcuni dei membri più radicali sia dei partiti tradizionali che di quelli della destra radicale lettone. Nel 2010, la corrispondenza e-mail interna dell'Unione Civica tra il ministro degli Affari esteri lettone Ģirts Valdis Kristovskis e il medico lettone americano e membro del partito Aivars Slucis è trapelata. In una delle e-mail intitolate "I lettoni si arrendono?" Slucis si è lamentato della situazione in corso in quel periodo in Lettonia e dell'impossibilità di tornare a lavorare in quel paese, perché non avrebbe potuto trattare i russi allo stesso modo dei lettoni. Kristovskis era d'accordo con la sua opinione e valutazione, ma metteva in guardia contro risposte isteriche, avvertendo i membri del partito di evitare discussioni controproducenti per gli obiettivi politici del partito. Dopo la fuga di notizie, l'Unione Civica ha estromesso Slucis dal partito per opinioni inaccettabili per il partito e ha restituito i suoi contributi finanziari, mentre i partiti di opposizione Centro dell'Armonia e Per una Buona Lettonia (Par Labu Latviju!) hanno avviato un voto di sfiducia senza successo contro Kristovskis.
D'altro canto, i risultati di un sondaggio annuale condotto dall'agenzia di ricerca "SKDS" hanno mostrato che la popolazione della Lettonia è più divisa riguardo al suo atteggiamento nei confronti della Federazione Russa. Nel 2008, il 47% degli intervistati aveva una visione positiva della Russia, il 33% negativa, mentre il restante 20% ha avuto difficoltà a definire la propria opinione. Il picco è stato raggiunto nel 2010, quando il 64% degli intervistati si è sentito positivo nei confronti della Russia, rispetto al 25% che si è espresso negativamente. Nel 2015, in seguito all’annessione della Crimea alla Federazione Russa, tuttavia, è sceso al livello più basso dal 2008 e per la prima volta le persone con un atteggiamento negativo nei confronti della Russia (46%) hanno superato quelle con un atteggiamento positivo (41%). Il 43,5% riteneva inoltre che la Russia rappresentasse una minaccia militare per la Lettonia e anche nel 2019 tale percentuale era diminuita solo leggermente e si attestava al 37,3%.

##### Lituania
A causa delle esperienze storiche, in Lituania prevale il timore che la Russia non abbia mai smesso di voler consolidare il potere sui Paesi baltici, compresi i timori di piani russi per un’eventuale annessione della Lituania, come si è visto in Crimea. Ci sono anche preoccupazioni per il crescente dispiegamento militare della Russia, come nella regione russa di Kaliningrad, un'exclave della Russia al confine con la Lituania.

#### Europa orientale

##### Romania
Il sentimento antirusso risale al conflitto tra l'Impero russo e quello ottomano nel XVIII e all'inizio del XIX secolo e alla cessione di parte del Principato di Moldavia alla Russia da parte dell'Impero ottomano nel 1812 dopo la sua annessione di fatto, e alle annessioni durante la seconda guerra mondiale e le successive da parte dell'Unione Sovietica della Bucovina settentrionale e della Bessarabia e le politiche di pulizia etnica, russificazione e deportazioni che hanno avuto luogo in quei territori contro l'etnia rumena. Dopo la seconda guerra mondiale, la Romania, ex alleata della Germania nazista, fu occupata dalle forze sovietiche. Il dominio sovietico sull'economia rumena si manifestò attraverso i cosiddetti Sovrom, che esigevano un enorme tributo economico apparentemente sotto forma di riparazioni in tempo di guerra.
L'emergere di sentimenti anti-russi nei Principati danubiani, precursori della Romania unificata che divenne indipendente dall'Impero ottomano con il trattato di Adrianopoli del 1829 che concluse la guerra russo-turca del 1828-1829, derivò dalle relazioni post-1829 dei Principati danubiani di Valacchia e Moldavia con la Russia, e fu causato da reciproche lamentele economiche e politiche di due classi influenti che spesso erano anche in contrasto tra loro. Secondo il trattato del 1829, la Russia fu nominata protettrice dei due principati, gli fu permesso di occuparli e redasse anche una quasi-costituzione conosciuta come Regolamento Organico che formò una potente assemblea di 800 boiardi (l'élite economica dei proprietari terrieri locali) nominalmente sotto l'autorità del principe meno nominale, il documento realizzato con il forte sostegno dei boiardi. Questi ultimi, una "oligarchia reazionaria" come descritta da Misha Glenny, bloccarono ogni accenno di riforma liberale, e la crescente élite urbana iniziò ad associare la Russia al lento progresso delle riforme e agli ostacoli che dovevano affrontare nella costruzione di una base industriale. D'altra parte, gli stessi boiardi iniziarono ad inasprirsi nei confronti della Russia durante gli anni Trenta e Quaranta dell'Ottocento a causa del loro conflitto di interessi economici con la Russia. Dopo che gli Ottomani si ritirarono dai tre forti lungo il bacino del Danubio, i boiardi sfruttarono la terra altamente fertile per aumentare drasticamente la produzione di grano rumeno, tanto che alla fine la futura Romania, composta dalla Valacchia unificata con la Moldavia, sarebbe diventata il quarto produttore di grano al mondo. Mentre prima del 1829 il grano valacco e moldavo era limitato ai mercati ottomani, la Russia si sentiva sempre più minacciata dalla crescente concorrenza nella sua giurisdizione che temeva potesse far scendere il prezzo del grano russo. La Russia ha così sfruttato il suo ruolo di protettrice dei Principati per insabbiare il Danubio, sabotando il possibile concorrente sul mercato. Come risultato di ciò e del "ritardare il passo russo sull'economia", anche i boiardi divennero sempre più risentiti nei confronti della dominazione russa. La rapida erosione delle relazioni pubbliche con la Russia portò ad una rivoluzione nel 1848, in cui la classe politica e intellettuale rumena emergente cercò l’aiuto degli Ottomani, il loro vecchio egemone, per scacciare l’influenza russa, anche se, dopo la pressione esercitata dalla Russia, gli eserciti russo e ottomano unirono le forze per reprimere il movimento.

##### Ucraina
Nel 2004, il capo del partito marginale Svoboda, Oleh Tjahnybok, ha esortato il suo partito a combattere la "mafia ebraico-moscovita" che governa l'Ucraina. Per queste osservazioni Tjahnybok è stato espulso dalla fazione parlamentare Nostra Ucraina nel luglio 2004. L’ex coordinatore del Settore Destro nell'Ucraina occidentale, Oleksandr Muzyčko ha parlato di combattere “comunisti, ebrei e russi finché scorrerà sangue nelle mie vene."
Nel maggio 2009, un sondaggio condotto dall'Istituto internazionale di sociologia di Kiev in Ucraina ha affermato che il 96% degli intervistati era positivo nei confronti dei russi come gruppo etnico, il 93% rispettava la Federazione Russa e il 76% rispettava la classe dirigente russa.
Nell'ottobre 2010, le statistiche dell'Istituto di sociologia dell'Accademia nazionale delle scienze dell'Ucraina hanno affermato che gli atteggiamenti positivi nei confronti dei russi sono diminuiti dal 1994. In risposta a una domanda che misurava la tolleranza dei russi, il 15% degli ucraini occidentali ha risposto positivamente. Nell’Ucraina centrale, il 30% ha risposto positivamente (rispetto al 60% nel 1994); Il 60% ha risposto positivamente nell'Ucraina meridionale (dal 70% nel 1994); e il 64% ha risposto positivamente nell'Ucraina orientale (rispetto al 75% nel 1994). Inoltre, il 6-7% degli ucraini occidentali bandirebbe completamente i russi dall’Ucraina, e il 7-8% nell’Ucraina centrale ha risposto in modo simile. Questo livello di sentiment non è stato riscontrato nell’Ucraina meridionale o orientale.
Il partito ultranazionalista Svoboda (un tempo prominente, ma ora marginale), ha invocato una retorica radicale anti-russa e ha un sostegno elettorale sufficiente per ottenere il sostegno della maggioranza nei consigli locali, come visto nel consiglio regionale di Ternopil nell'Ucraina occidentale. Gli analisti hanno spiegato la vittoria di Svoboda nella Galizia orientale durante le elezioni locali ucraine del 2010 come risultato delle politiche del governo Azarov, visto come troppo filo-russo dagli elettori di "Svoboda". Secondo Andreas Umland, docente di scienze politiche presso l'Università nazionale accademia Mogila di Kiev, la crescente visibilità di Svoboda nei media ucraini ha contribuito a questi successi. Secondo l’accademico britannico Taras Kuzio la presidenza di Viktor Janukovyč (2010–2014) ha fabbricato questa denuncia per screditare l’opposizione. Dopo la rivoluzione Euromaidan, il partito Svoboda ha perso molto del suo sostegno. Nelle elezioni parlamentari ucraine del 2019 Svoboda ha formato una lista di partiti uniti con l'Iniziativa governativa di Jaroš, il Settore destro e il Corpo nazionale. La lista unitaria ha ottenuto solo il 2,15% dei voti, meno della metà della soglia elettorale del 5%, e quindi nessun seggio parlamentare tramite la lista del partito nazionale.
Secondo la Brookings Institution, dopo che l'Ucraina ha riconquistato l'indipendenza, solo una piccola minoranza di nazionalisti ha espresso forti opinioni anti-russe; la maggioranza sperava di avere buoni rapporti con la Russia. Nel 2014, dopo l’annessione russa della Crimea, l’atteggiamento nei confronti della Russia è cambiato radicalmente. Nell'aprile 2017, un sondaggio del gruppo sociologico "RATING" ha rilevato che il 57% degli intervistati ha espresso un atteggiamento "molto freddo" o "freddo" nei confronti della Russia, mentre il 17% ha espresso un atteggiamento "molto caloroso" o "caloroso". Nel febbraio 2019, il 77% degli ucraini aveva un atteggiamento positivo nei confronti dei russi, il 57% degli ucraini aveva una visione positiva della Russia, ma solo il 13% degli ucraini aveva un atteggiamento positivo nei confronti del governo russo. I sentimenti legati alla guerra del 2022 sono diminuiti enormemente. Nel marzo 2022, il 97% degli ucraini ha dichiarato di avere una visione sfavorevole del presidente russo Putin, mentre un ulteriore 81% ha affermato di avere una visione molto sfavorevole o alquanto sfavorevole del popolo russo. Tuttavia, il 65% degli ucraini concorda sul fatto che "nonostante le nostre differenze c'è di più che unisce i russi e gli ucraini che vivono in Ucraina di quanto ci divida". I funzionari ucraini stanno lavorando per liberare le città del paese dalle strade intitolate a personaggi storici russi come Čajkovskij o Tolstoj. Secondo lo storico dell'Università Nazionale Ivan Franko, questo viene fatto per annullare la propaganda russa "del cosiddetto Russkij Mir - il mondo di lingua russa" creando "una potente alternativa, un moderno discorso nazionale ucraino”.

#### Europa centrale

##### Repubblica Ceca

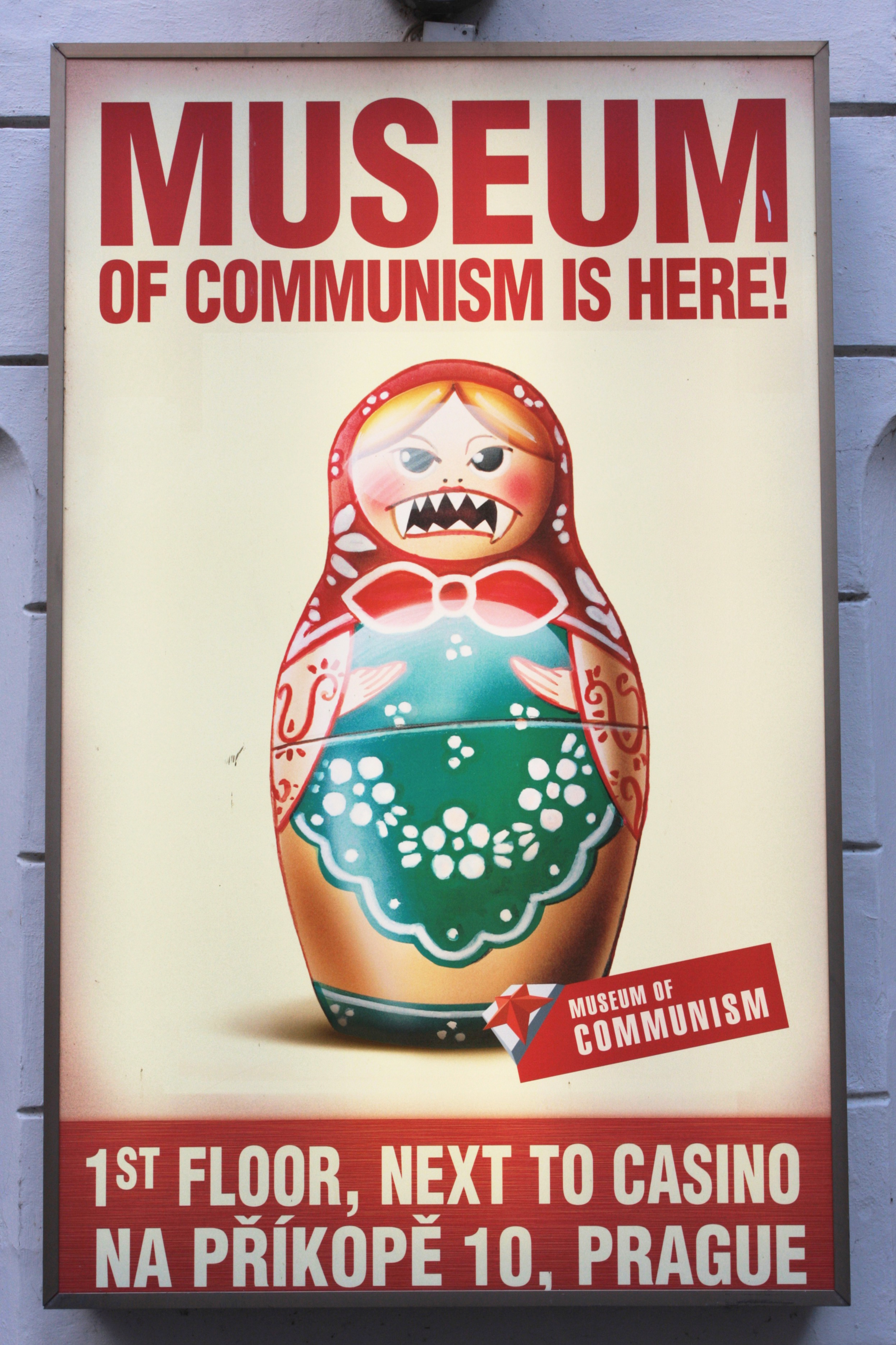
Una caricatura di una tradizionale bambola matrioska russa come simbolo negativo del comunismo a Praga.

La Russia rimane costantemente tra i Paesi percepiti più negativamente dai cechi nei sondaggi condotti dal 1991, e solo il 26% di loro ha risposto di avere un'opinione positiva sulla Russia nel novembre 2016.
Secondo lo scrittore Tim Nollen nel 2008, i russi in Repubblica Ceca erano quasi universalmente antipatici come popolo, in parte a causa della presenza dei mafiosi russi, così come delle "orde arroganti di visitatori russi che scendono a Praga e alle terme di Karlovy Vary".
Dopo l'inizio dell'invasione russa dell'Ucraina nel 2022, le tensioni anti-russe sono aumentate nel paese. Martin Dlouhý, professore all’Università di Economia e Commercio di Praga, ha scritto su Facebook il 24 febbraio che non avrebbe condotto, testato o corretto la tesi finale degli studenti russi “per motivi di coscienza e di principi morali”; ma ho cancellato il post dopo una forte reazione negativa. La violenza nelle scuole elementari ha provocato attacchi da parte degli studenti contro i loro compagni di classe di etnia russa, provocando una condanna da parte del primo ministro Petr Fiala. Molti negozi e ristoranti cechi hanno affisso cartelli che dicono che i russi e i bielorussi non sono ammessi.

##### Polonia
Nel 2005, The New York Times riferì dopo il quotidiano polacco Gazeta Wyborcza che "le relazioni tra le nazioni sono pessime come lo sono state dal crollo del blocco sovietico nel 1989". Jakub Boratyński, direttore dei programmi internazionali presso il pensatoio polacco indipendente Fondazione Stefan Batory, ha affermato nel 2005 che i sentimenti anti-russi sono sostanzialmente diminuiti da quando la Polonia ha aderito all’UE e alla NATO, e che i polacchi si sentono più sicuri di prima, ma ha anche ammesso che molte persone in Polonia guardano ancora con sospetto alle mosse russe di politica estera e temono che la Russia stia cercando di "ricreare un impero in una forma diversa". Secondo Boris Makarenko, vicedirettore del centro per le tecnologie politiche con sede a Mosca, gran parte dei moderni sentimenti anti-russi in Polonia sono causati da rimostranze del passato. Una questione controversa è il massacro di Katyn' nel 1940 così come le operazioni di pulizia etnica dell’era stalinista, inclusa la deportazione di centinaia di migliaia di polacchi, anche se il governo russo ha ufficialmente riconosciuto tale fatto e si è scusato per l’atrocità.
Secondo un sondaggio della BBC World Service del 2013, il 19% dei polacchi vedeva positivamente l'influenza della Russia, mentre il 49% esprimeva un'opinione negativa. Secondo un rapporto di Gazeta.pl del 2019, ad alcuni albergatori polacchi non piacevano gli ospiti russi, e il vicepresidente della Camera del turismo polacca ha ammesso nel 2014 che alcune pensioni private rifiutavano i turisti russi.

##### Ungheria
Le relazioni dell'Ungheria con la Russia sono oscurate dalla rivoluzione ungherese del 1848 che fu repressa con l'aiuto delle truppe russe così come dalla rivoluzione ungherese del 1956 che fu brutalmente repressa dall'Armata Rossa e fu seguita dall'arresto di massa e dall'incarcerazione degli ungheresi. L'attuale governo di Viktor Orbán è considerato più amichevole nei confronti della Russia. Secondo un sondaggio del 2019 condotto da Pew Research, il 3% degli intervistati ungheresi aveva un'opinione favorevole della Russia, il 32% aveva un'opinione abbastanza favorevole, il 31% aveva un'opinione un po' sfavorevole e il 16% aveva un'opinione molto sfavorevole.

#### Europa settentrionale

##### Norvegia
I legami diplomatici e culturali della Norvegia con l'Occidente hanno complicato il proseguimento delle relazioni con la Russia. Un sondaggio condotto tra i norvegesi del 2017 ha rilevato che il 58% ritiene che Vladimir Putin e la Russia rappresentino una minaccia alla sicurezza.
I funzionari russi hanno intensificato la tensione. Un vice ministro degli esteri russo ha dichiarato a Oslo che la Russia considera le esercitazioni militari della NATO Trident Juncture dell'ottobre 2018 in Norvegia di natura "anti-russa". L'espansione russa nell'Artico ha contribuito ad aumentare la sfiducia reciproca tra Russia e Norvegia. La percezione della Norvegia del militarismo russo e dell'antagonismo regionale, così come l'ospitalità da parte della Norvegia del Corpo dei Marines degli Stati Uniti nel paese, hanno contribuito al deterioramento delle relazioni tra Norvegia e Russia.

##### Finlandia

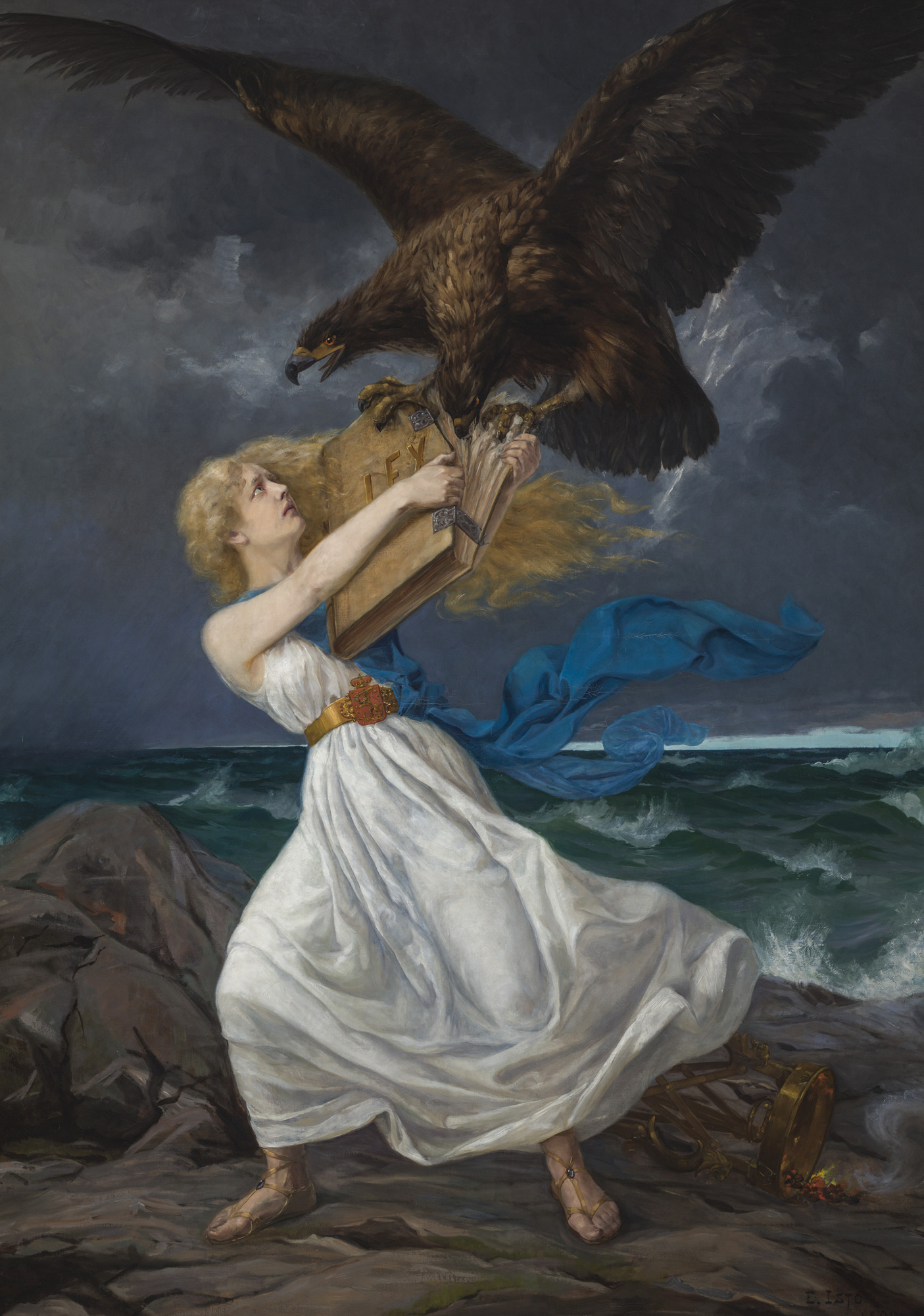
Il dipinto L'attacco (1899) di Edvard Isto simboleggia l'inizio della russificazione della Finlandia. L'aquila bicipite della Russia strappa il libro delle leggi dalle braccia della Vergine Finlandese.

In Finlandia il sentimento anti-russo è stato studiato fin dagli anni '70. La storia del sentimento anti-russo ha due teorie principali. Uno di loro sostiene che finlandesi e russi sono stati acerrimi nemici nel corso della storia. Si ritiene che la posizione sia stata dominata almeno nel 1700, fin dai tempi della Grande Ira, un periodo della storia finlandese dominato dal Invasione russa e successiva occupazione militare russa della Finlandia, allora parte dell'Impero svedese, dal 1714 fino al trattato di Nystad (1721), che pose fine alla grande guerra del nord. Questa visione presuppone in gran parte che nel corso dei secoli "la Russia sia una violenta assassina e la Finlandia sia una vittima innocente e verginale". Un'altra visione, forse più plausibile, sostiene che l'idea della Russia come acerrimo nemico sia stata inventata solo durante i primi anni dell’indipendenza allo scopo di costruire l’identità nazionale.
La guerra civile finlandese del 1918 tra Rossi e Bianchi, vinta dai Bianchi, lasciò dietro di sé un'ondata popolare di sentimenti anti-russi e anticomunisti in Finlandia. Centinaia di russi furono giustiziati nel 1918 nella città di Vyborg.
Secondo i sondaggi del 2004, il 62% dei cittadini finlandesi aveva una visione negativa della Russia. In un sondaggio del 2012, il 12% degli immigrati russi in Finlandia ha riferito di aver subito un crimine d'odio a sfondo razziale (rispetto a una media del 10% degli immigrati nell'UE). Un rapporto del 2012 del Ministero del Lavoro e dell'Economia afferma che i candidati con nomi russi o dal suono russo tendevano a dover inviare il doppio del numero di domande rispetto ai candidati con un nome finlandese.

#### Europa occidentale

##### Francia
A metà del XVIII secolo Voltaire diede agli intellettuali francesi un'immagine positiva, descrivendo la Russia come una società di opportunità, in cui leader onnipotenti come Pietro il Grande potevano creare per decreto una società razionale e illuminata. D'altra parte, scrittori illuministi francesi altrettanto influenti, in particolare Denis Diderot, dipinsero la Russia con colori cupi, sottolineando la mancanza di una tradizione illuminista o di una classe media, e una propensione verso una dura dittatura.

Le relazioni tra Francia e Russia durante il XIX secolo oscillarono tra una relativa amicizia e un conflitto aperto. L'imperatore francese Napoleone stabilì un'alleanza militare con la Russia, prima di lanciare senza successo un'invasione del paese nel 1812 a causa del rifiuto della Russia di rispettare il sistema continentale. La russofobia in Francia crebbe durante gli anni '30 dell'Ottocento in seguito alla repressione della rivolta di novembre in Polonia da parte della Russia, con l'opinione pubblica francese che temeva l'espansione di una potenza "asiatica" militarmente forte in Europa. Questo sentimento nazionale di russofobia creò in Francia il sostegno per entrare in guerra con la Russia nel 1854. Fëdor Dostoevskij annota nel Diario di uno scrittore (1873–1876):
Gli europei non si fidano delle apparenze: “Grattez le russe et vous verrez le tartare”, dicono (gratta un russo e troverai un tartaro). Può darsi che sia vero, ma questo è quello che mi è venuto in mente: la maggior parte dei russi, nei rapporti con l’Europa, si schiera con l’estrema sinistra perché sono tartari e hanno il selvaggio amore per la distruzione, o sono forse spinti da altri ragioni?” 
Secondo un sondaggio del Pew Global Attitudes Project del 2017, il 36% dei francesi ha una visione favorevole della Russia, mentre il 62% esprime una visione sfavorevole.

##### Regno Unito

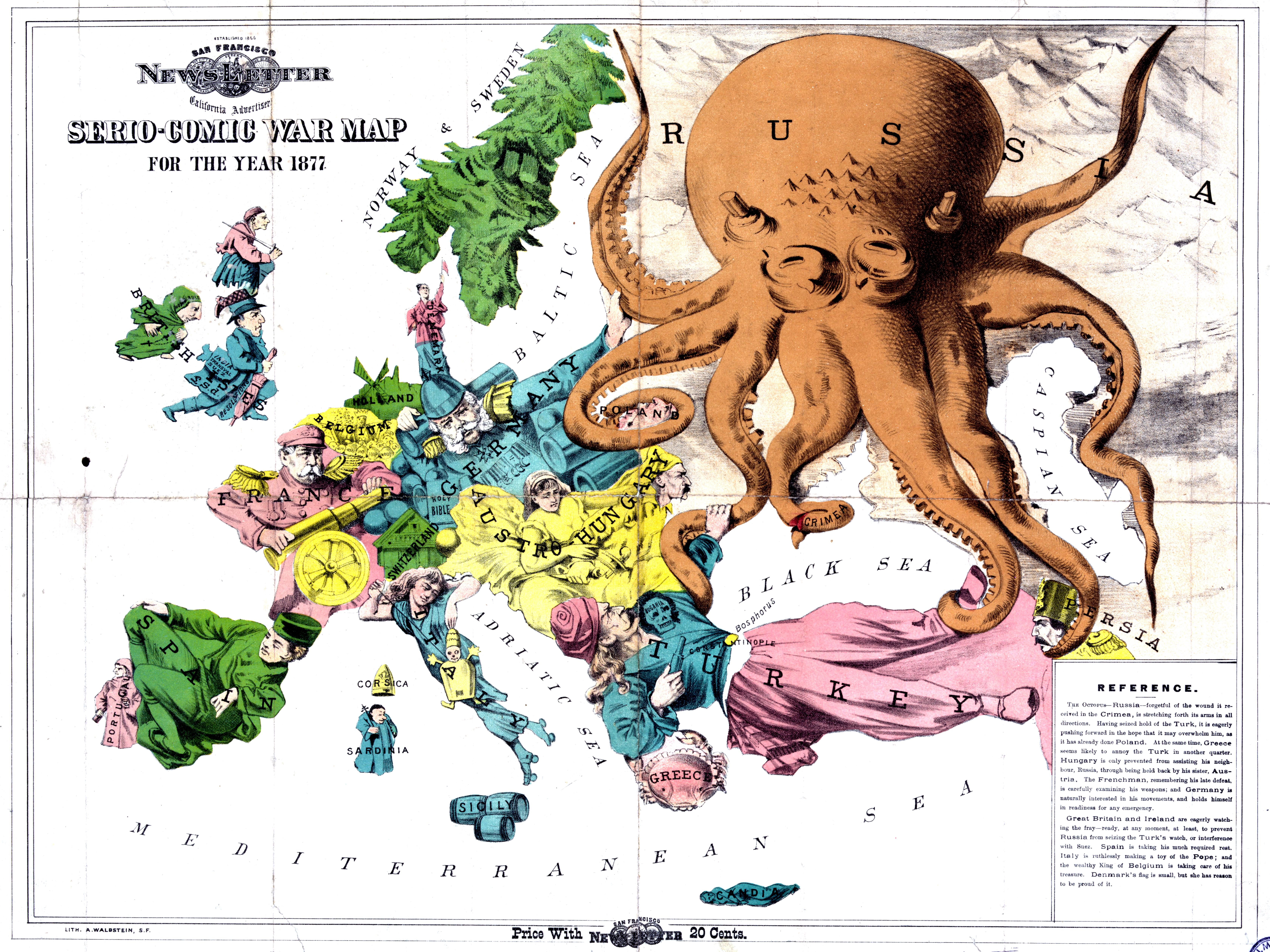
La minaccia russa, una vignetta britannica del 1877 che mostra l'Impero russo come una piovra che divora le terre vicine, in particolare l'Impero ottomano.

Sebbene le relazioni anglo-russe fossero tradizionalmente calde dal XVI al XVIII secolo, all'inizio del XIX secolo la russofobia iniziò ad apparire nei media. Le rappresentazioni della Russia da parte di scrittori di viaggio britannici e corrispondenti di giornali descrivevano il paese "come un paese semi-barbaro e dispotico", un'immagine che si radicava nella coscienza pubblica britannica poiché tali raffigurazioni venivano spesso pubblicate nei media britannici; queste raffigurazioni hanno avuto l'effetto di aumentare la russofobia in Gran Bretagna nonostante i crescenti legami economici e politici tra i due paesi.
Nel 1874, la tensione si allentò quando il secondo figlio della regina Vittoria, il principe Alfredo, sposò l'unica figlia dello zar Alessandro II, la granduchessa Marija Alexandrovna, seguita da una visita di stato in Gran Bretagna da parte dello zar. L'amicizia durò non più di tre anni, quando le forze strutturali spinsero nuovamente le due nazioni sull'orlo della guerra, portando ad un riemergere della russofobia in Gran Bretagna, che si verificò tipicamente durante periodi di tensione politica, come l'incidente di Dogger Bank del 1904, quando la Flotta baltica della Marina imperiale russa attaccò un gruppo di pescherecci britannici nell'errata convinzione che fossero navi da guerra giapponesi. L'indignazione in Gran Bretagna ha portato il governo russo a pagare un risarcimento ai pescatori coinvolti.
Verso la fine del XIX secolo, la russofobia in Gran Bretagna si attenuò in qualche modo poiché la letteratura russa, comprese le opere scritte da autori come Leone Tolstoj e Fëdor Dostoevskij, iniziò a guadagnare un livello di popolarità in Gran Bretagna. Durante questo periodo iniziarono ad apparire anche opinioni positive sui contadini russi negli scritti britannici.
Un sondaggio YouGov del maggio 2021 ha evidenziato che il 73% degli intervistati britannici esprimeva un'opinione sfavorevole della Russia, senza che nessun altro Paese fosse visto più negativamente nel Regno Unito, ad eccezione dell'Iran con il 74% di opinioni sfavorevoli. I russi nel Regno Unito, tuttavia, in genere non hanno subito molestie o violazioni dei loro diritti basati sulla nazionalità o sull'etnia fino al 2022.
Alcuni russi nel Regno Unito hanno riferito di esperienze di ostilità locale dopo l'invasione russa dell'Ucraina. Il deputato conservatore Roger Gale ha chiesto l'espulsione di tutti i cittadini russi dal paese. Gale ha riconosciuto che la maggior parte dei russi nel Regno Unito non rappresentava una minaccia per la sicurezza nazionale e credeva che fosse necessario "inviare un messaggio molto duro a Putin attraverso il popolo russo". Il deputato Tom Tugendhat ha anche suggerito in un'occasione di espellere i cittadini russi dal paese. Evgenij Lebedev, un uomo d'affari britannico di origine russa, ha affermato che le imprese e le istituzioni hanno rifiutato di collaborare con il quotidiano Evening Standard, di sua proprietà, nel mezzo della guerra in Ucraina, citando sentimenti anti-russi. Aleksandra Tolstaja, nata a Poole, si è vista chiudere il conto da NatWest, cosa che sospettava fosse accaduta a causa del suo nome russo.

### Nord America
Un agente della National Hockey League che lavora con la maggior parte dei giocatori russi e bielorussi del campionato ha affermato che dall'invasione dell'Ucraina del 2022, molti dei suoi clienti hanno subito molestie estreme a causa della loro nazionalità e dell'elevata importanza, tra cui xenofobia e minacce di morte, così come quei russi e bielorussi che giocano in altri campionati professionistici nordamericani.

#### Canada
Nel febbraio 2022, una chiesa ortodossa russa a Calgary è stata vandalizzata con vernice rossa. Il 4 marzo 2022, una parrocchia della Chiesa ortodossa russa a Victoria, nella Columbia Britannica, dipinta di rosso sangue da vandali, forse in risposta all'invasione russa dell'Ucraina del 2022. Il giorno dopo, i colori della bandiera ucraina furono dipinti con bombolette spray sulle porte di un Centro Comunitario Russo di Vancouver. Il servizio di polizia di Calgary ha annunciato a marzo che stava indagando su segnalazioni di incitamento all'odio anti-russo e molestie sui media sociali.
Nell'ottobre 2022 sono state rivolte numerose minacce nei confronti di individui affiliati a una Chiesa ortodossa russa a Calgary. La polizia ha dichiarato: "Poiché ritiene che la chiesa sia stata presa di mira a causa della sua eredità russa, questo incidente è stato considerato un crimine motivato dall'odio". Più o meno nello stesso periodo la polizia di Calgary ha ricevuto diverse altre segnalazioni relative a minacce e molestie nei confronti di cittadini russi di Calgary che ritengono siano correlate. Un individuo è stato individuato e accusato di molteplici episodi di molestie criminali motivate dall'odio. Un rappresentante della polizia di Calgary ha dichiarato: "Vorremmo chiarire che crimini motivati dall'odio di qualsiasi tipo non saranno tollerati nella nostra città".

#### Stati Uniti
Dopo le relazioni amichevoli dalla fondazione degli Stati Uniti nel 1776 fino alla metà del XIX secolo, la visione degli americani della Russia si deteriorò gradualmente intorno al 1880 a causa dei pogrom e del sistema monarchico. I rapporti con il governo comunista russo erano stati molto ostili sin dal colpo di Stato bolscevico del 1917 e dalla successiva repressione di tutta l'opposizione e del Terrore rosso sponsorizzato dallo stato. Gli Stati Uniti riconobbero la Russia sovietica solo nel 1933 sotto la presidenza di Franklin D. Roosevelt, e i paesi furono alleati contro la Germania nella seconda guerra mondiale.
Le relazioni tornarono rapidamente ad essere ostili nel 1945-1947, dopo la fine della guerra, e rimasero tali durante gli anni della guerra fredda, 1947-1989. La politica estera aggressiva e sempre più militaristica dell'Unione Sovietica che portò alla conquista dell'Europa orientale e alla creazione di una rete di stati satelliti, nota come blocco sovietico, così come un governo totalitario interno accompagnato da repressione politica e persecuzione dei dissidenti. Tuttavia, gli americani spesso fondevano i termini "russi" e "comunisti"/"sovietici". Per fermare tutto ciò, nel 1973 un gruppo di immigrati russi negli Stati Uniti fondò il Congresso dei russo-americani con lo scopo di tracciare una chiara distinzione tra identità nazionale russa e ideologia sovietica e prevenire la formazione di sentimenti anti-russi sulla base di idee anti-russe. comunismo. I membri del Congresso vedono la fusione stessa come russofobica, credendo che "i russi siano stati la prima e principale vittima del comunismo".
Dopo la dissoluzione dell'Unione Sovietica nel 1991 e il crollo del comunismo, il sentimento anti-russo negli Stati Uniti era ai minimi storici. Nel 1991 il 62% degli americani esprimeva una visione positiva della Russia e solo il 25% vedeva negativamente il Paese. Nel 1997, il 66% degli americani ha dichiarato di essere amichevole nei confronti della Russia. Tuttavia, la russofobia ha conosciuto una rinascita durante la fine degli anni '90 a causa dell'opposizione della Russia all'allargamento della NATO. Secondo un sondaggio Gallup, il 59% degli americani intervistati vedeva negativamente la Russia nel 1999, rispetto al solo 25% nel 1991. La Russia è poi salita nuovamente al 66% nel 2002.
Nel 2013, l'opinione precedentemente positiva della maggioranza della Russia tra gli intervistati americani è diminuita in modo critico e questa percezione è stata sostituita da una visione negativa della maggioranza del 60% entro il 2014. Nel 2019, un record del 73% degli americani aveva un'opinione negativa della Russia come Paese, e le opinioni positive precedentemente dominanti erano scese dal 66% al 24%. Nel 2019, la percentuale di americani che considerano la Russia una minaccia “critica” per la sicurezza nazionale ha raggiunto per la prima volta la maggioranza del 52%.

## Dal 2001 al reset russo
Nel 2005, gli studiosi Ira Straus e Edward Lozansky hanno descritto la copertura negativa della Russia nei principali media americani, contrapponendola al sentimento ampiamente positivo del pubblico americano e del governo statunitense.
La guerra russo-georgiana del 2008 è stata uno degli eventi recenti che hanno più contribuito alla crescita del sentimento negativo nei confronti della Russia da parte del governo degli Stati Uniti. Tuttavia, nel 2011 la maggioranza degli intervistati americani vedeva ancora favorevolmente la Russia. Secondo i ricercatori Oksan Bayulgen e Ekim Arbatli, la cui analisi del contenuto della copertura degli eventi su The New York Times e su The Wall Street Journal ha indicato la presenza di pregiudizi di framing anti-russo: le persone che hanno seguito le notizie più da vicino avevano un atteggiamento più negativo della Russia rispetto a coloro che raramente avevano seguito il conflitto. In oltre descrissero la politicizzazione della politica estera nei dibattiti sulle elezioni presidenziali degli Stati Uniti del 2008, la cui concomitanza con la guerra russo-georgiana "ha reso la Russia una parte del dibattito politico nazionale". Suggerirono poi l'esistenza di legami tra media, opinione pubblica e politica estera, dove i media statunitensi avevano avuto un ruolo importante nel sostenere la mentalità della guerra fredda e il sentimento popolare anti-russo.
Il reset russo ("russian reset") è stato un tentativo da parte dell'amministrazione Obama di migliorare le relazioni tra Stati Uniti e Russia nel 2009-2013. Ma, in occasione delle sanzioni alla Russia da parte di Stati Uniti ed Unione europea nel marzo 2014, a seguito dell'annessione della Crimea, il ripristino è stato descritto dalla stampa come "fallito".

## Dalla fine del reset russo al presente
Secondo i sondaggi del Pew Research Center, le opinioni favorevoli sulla Russia negli Stati Uniti hanno iniziato a diminuire dopo aver raggiunto il picco nel 2011, riducendosi dal 51% al 37% nel 2013. In un sondaggio del 2013, il 60% degli americani ha affermato che gli Stati Uniti non potevano fidarsi della Russia. Inoltre, il 59% degli americani aveva una visione negativa della Russia, il 23% aveva un'opinione favorevole e il 18% era incerto. Secondo un sondaggio del Pew Research Center, l’atteggiamento negativo nei confronti della Russia negli Stati Uniti è aumentato dal 43% al 72% dal 2013 al 2014.
Mentre nel 2006 solo l’1% degli americani considerava la Russia “il peggior nemico dell’America”, nel 2019 il 32% degli americani, compreso il 44% dei democratici, condivideva questo punto di vista, con una spaccatura trasversale emersa durante le elezioni presidenziali del 2016. Il disgusto più acuto tra gli elettori del Partito Democratico è in contrasto con la storia precedente dell’opinione pubblica americana nei confronti della Russia, poiché in passato i repubblicani erano più propensi a vedere la Russia come una minaccia maggiore.
Nel maggio 2017, l'ex direttore dell'intelligence nazionale James Clapper ha dichiarato al programma Meet The Press della NBC che i russi sono "quasi geneticamente spinti" ad agire in modo subdolo. Il giornalista freelance Michael Sainato ha criticato l'osservazione definendola xenofoba. Nel giugno 2017, Clapper ha affermato che "i russi non sono nostri amici", perché è "nei loro geni essere opposti, diametralmente opposti, agli Stati Uniti e alle democrazie occidentali". Julija Komska su The Washington Post ha preso atto di un progetto mediatico di sensibilizzazione sul Russiagate con Morgan Freeman e James Clapper e ha scritto che il suo "tenore da falco alimenta una generale russofobia che è discutibile quanto l'antiamericanismo totale dei media statali russi."
Nel giugno 2020, la professoressa russo-americana Nina L. Chruščeva scrisse: "Normalmente, non mi schiererei con il Cremlino. Ma non posso fare a meno di chiedermi se la russofobia riscontrata in alcuni segmenti della classe politica e dei media americani sia diventata patologica". Nel luglio 2020, l'accademico ed ex ambasciatore degli Stati Uniti in Russia Michael McFaul ha parlato di "combattere la russofobia", facendo appello ai funzionari e ai giornalisti statunitensi affinché smettessero di "demonizzare" il popolo russo e criticando la propagazione di stereotipi sui russi, sulla cultura russa e sulla nazionalità russa. Lui e alcuni altri commentatori hanno sostenuto che i media statunitensi non fanno abbastanza distinzione tra il governo di Putin, la Russia e i russi, diffamando così di fatto l’intera nazione.
Il 2 luglio 2020, The Lincoln Project, un gruppo di repubblicani anti-Trump, ha pubblicato Fellow Traveller, un annuncio in russo con sottotitoli in inglese che diceva che il "compagno Trump" era stato "scelto" da Vladimir Putin e aveva "accettato l'aiuto della Madre Russia." L'annuncio conteneva immagini comuniste come la falce e il martello, nonché fotografie e immagini dei dittatori bolscevichi Vladimir Lenin, Iosif Stalin e Michail Gorbačëv. Eliot Borenstein, professore di studi russi e slavi all'Università di New York, ha criticato la pubblicità "russofobica" di The Lincoln Project, dicendo: "Come ci sentiremmo se vedessimo un video di due minuti pieno di stelle di David, uomini in abiti ortodossi, istantanee sinistre di Bibi, e soldati sui carri armati, il tutto sulle note di "Hava Nagila". Se questo non ti mette a disagio, non so cosa dirti."
The Wall Street Journal ha sostenuto in un editoriale che la Casa Bianca ha incolpato la Russia per l’impennata dell’inflazione nel 2021-2022 al fine di deviare le critiche alle politiche economiche nazionali.

### Pacifico

#### Nuova Zelanda
La russofobia in Nuova Zelanda risale all'era coloniale; Il primo sentimento anti-russo tra i neozelandesi fu influenzato dalla "generale antipatia vittoriana per l'autocrazia zarista" e dagli immigrati britannici nella colonia che portarono con sé "l'alto livello di sentimento anti-russo in patria". Anche i profughi polacchi, ungheresi ed ebrei in fuga dalla repressione russa di varie ribellioni e dagli scoppi di pogrom antiebraici influenzarono la russofobia in Nuova Zelanda. All'indomani della guerra di Crimea, il sospetto di una possibile invasione russa della Nuova Zelanda portò il governo coloniale a costruire una serie di fortificazioni costiere "anti-russo" lungo la costa. Tuttavia, durante la prima guerra mondiale, il sentimento anti-russo si placò quando la Nuova Zelanda e la Russia si trovarono a combattere dalla stessa parte contro la Germania imperiale e al suo posto crebbe il sentimento anti-tedesco. Verso la fine degli anni'20 il pragmatismo moderò il sentimento anti-russo negli ambienti ufficiali, specialmente durante la Grande Depressione. Visitatori influenti in Unione Sovietica, come George Bernard Shaw, fornirono una visione comprensiva di ciò che avevano vissuto. La storia della russofobia in Nuova Zelanda è stata analizzata nel libro Russophobia in New Zealand, 1838-1908 di Glynn Barratt, ampliato per coprire il periodo fino al 1939 in un articolo di Tony Wilson.

### Asia e Medio Oriente

#### Iran

##### Secoli XVI-XVIII
Il sentimento anti-russo in Iran risale a secoli fa. Lo storico moderno Rudi Matthee spiega che già nel periodo safavide (1501-1736), gli iraniani "avevano a lungo disprezzato i russi per la loro rozzezza". I russi godevano di una cattiva reputazione in Iran, dove, nel XVII secolo, erano conosciuti come "gli uzbeki d’Europa", i peggiori di tutti i cristiani, maleducati, poco intelligenti e perennemente ubriachi. Questa percezione può essere fatta risalire alle antiche concezioni cosmografiche greco-romane che erano state trasmesse al mondo islamico. Secondo questo concetto il mondo era diviso in sette climi; quanto più il clima concentrico si allontanava dal centro, tanto più barbari erano ritenuti i suoi abitanti. La nozione era anche collegata all'antico concetto di Gog e Magog presente nel Corano, secondo il quale oltre questo confine si trovava una terra torbida abitata da gente ottusa. Quindi, descrivendo questo stereotipo, nelle fonti scritte safavidi fu coniato l'aggettivo denigratorio rus-e manhus ("Russia infausta" o "Russia minacciosa"). Nel corso del tempo, è diventato un termine generico per gli iraniani riferendosi ai russi.
Verso la metà del XVII secolo, il termine rus-e manhus designava in particolare i cosacchi che creavano caos attorno al litorale del Caspio e che gli iraniani non distinguevano realmente dai "veri" russi. Nel XVIII secolo, secondo Matthee "gli stereotipi su un popolo primitivo più portato ad agire per istinto che per ragione probabilmente furono rafforzati anche dal fatto che gli iraniani, nelle parole di Jonas Hanway, probabilmente non vedevano più "Russi" rispetto ai popoli tribali e nomadi che vivono attorno al Mar Caspio, e ai “veri” russi, nella maggior parte dei casi, soldati rozzi e pescatori analfabeti". Va notato, tuttavia, che gli iraniani contemporanei probabilmente non erano meno inclini a considerare i russi come primitivi e incivili di quanto lo fossero i commentatori inglesi contemporanei.
A causa di queste percezioni, gli inviati russi del XVII secolo furono trattati con occasionale maleducazione dagli iraniani. La maggior parte dei maltrattamenti nei confronti di detti inviati era tuttavia fondata sul sospetto e sul risentimento riguardo a possibili obiettivi e progetti nascosti dei russi. Tuttavia questa era una visione globale comune all'epoca riguardo agli inviati. Gli inviati e gli emissari erano sostanzialmente invariabilmente visti come aventi motivazioni (segrete) e spie. In effetti, fu proprio questa visione a impedire l’istituzione di missioni diplomatiche permanenti in Europa all’inizio dell’età moderna. I sospetti iraniani a metà del XVII secolo sulle motivazioni russe erano tuttavia di lunga data, diffusi tra la popolazione e basati su preoccupazioni autentiche.
A quel tempo, i russi cercarono di presentare missioni commerciali redditizie come ambasciate diplomatiche e tentarono segretamente di sostenere gli attacchi cosacchi contro l’Iran. La costruzione di fortezze nel Caucaso fu tuttavia il fattore più importante dell'epoca, con le preoccupazioni iraniane sui piani russi di sottomettere il Caucaso risalenti alla metà del XVI secolo. Con l'ascesa del regno zarista di Pietro il Grande e la sua aggressione contro l'Iran nella prima metà del XVIII secolo, tali preoccupazioni furono rapidamente rinvigorite e furono infine profetiche in vista della successiva annessione russa del Caucaso nel corso del XIX secolo.
Nel corso del XVIII secolo le opinioni iraniane sui russi furono in qualche modo modificate, a causa degli sforzi di modernizzazione e di espansionismo di Pietro il Grande avviati da Caterina la Grande. Tuttavia, la visione iraniana dei loro vicini settentrionali come insipidi e primitivi apparentemente non fu mai abbandonata.

##### Secoli XIX-XXI
Nel suo libro Iran at War: Interactions with the Modern World and the Struggle with Imperial Russia, incentrato sulle due guerre russo-iraniane della prima metà del XIX secolo (1804-1813, 1826-1828), lo storico Maziar Behrooz spiega che le élite iraniane e russe avevano una visione umiliante l'una dell'altra prima delle campagne di riunificazione di Muḥammad Khān Qājār (1789–1797), così come all'inizio del XIX secolo. Si consideravano a vicenda incivili e arretrati, e quindi si disprezzavano a vicenda. Ad esempio, l'aggettivo denigratorio contemporaneo più comunemente usato in Iran per i russi era il già citato aggettivo rus-e manhus. Il diplomatico, viaggiatore e romanziere britannico contemporaneo James Justinian Morier, scrivendo nel 1808, notò che gli iraniani parlavano dei russi con il massimo disprezzo. In seguito alle guerre sopra menzionate, la Russia ha annesso gran parte del territorio iraniano nel Caucaso; con il trattato di Golestan (1813) e il trattato di Turkmenchay (1828), l'Iran fu costretto a cedere alla Russia gli attuali Azerbaigian, Armenia, Georgia orientale e Daghestan meridionale. Ciò alimentò il sentimento anti-russo che portò una folla inferocita a prendere d'assalto l'ambasciata russa a Teheran e a uccidere tutti nel 1829. Tra le persone uccise nel massacro c'era il nuovo ambasciatore russo in Iran, Aleksandr Griboedov, un celebre drammaturgo. Griboedov aveva precedentemente svolto un ruolo attivo nella negoziazione dei termini del trattato del 1828.
Anche il coinvolgimento sovietico nei movimenti separatisti azeri e curdi alimentò atteggiamenti negativi. Nel 2009, è stato osservato anche un atteggiamento negativo nei confronti della Russia da parte dell'opposizione iraniana a causa del sostegno russo al governo iraniano. Un sondaggio del settembre 2021 condotto dal Centro per gli studi internazionali e sulla sicurezza del Maryland ha rilevato che il 42% degli intervistati iraniani aveva un'opinione sfavorevole della Russia rispetto al 56% che aveva un'opinione favorevole.

#### India
I visitatori russi a Goa costituiscono uno dei gruppi più grandi nello stato e secondo i media indiani c'è stata tensione tra loro e la gente del posto a causa della violenza e di altre attività illegali commesse da alcuni visitatori. Nel febbraio 2012, il politico indiano Shantaram Naik ha accusato i russi (così come gli israeliani) di occupare alcuni villaggi costieri di Goa. Nell'agosto 2012, il politico indiano Eduardo Faleiro ha respinto l'affermazione del console generale russo secondo cui non esisteva alcuna mafia russa nel paese, sostenendo che a Morjim si stava verificando "un'invasione culturale virtuale". Secondo l'Indian Express 2013, il risentimento di Goa nei confronti degli stranieri era andato crescendo, con rabbia particolarmente diretta verso russi e nigeriani.
Nel 2014, dopo che i tassisti di Goa hanno protestato contro i tour operator russi che avrebbero rubato loro i servizi di trasporto turistico, il ministero del turismo di Goa ha cancellato un festival musicale indo-russo, suscitando le critiche di alcuni diplomatici russi. Nel 2015, il centro informazioni russo avrebbe affermato che l'India e Goa "non erano considerate buone destinazioni per i viaggiatori russi".

#### Giappone

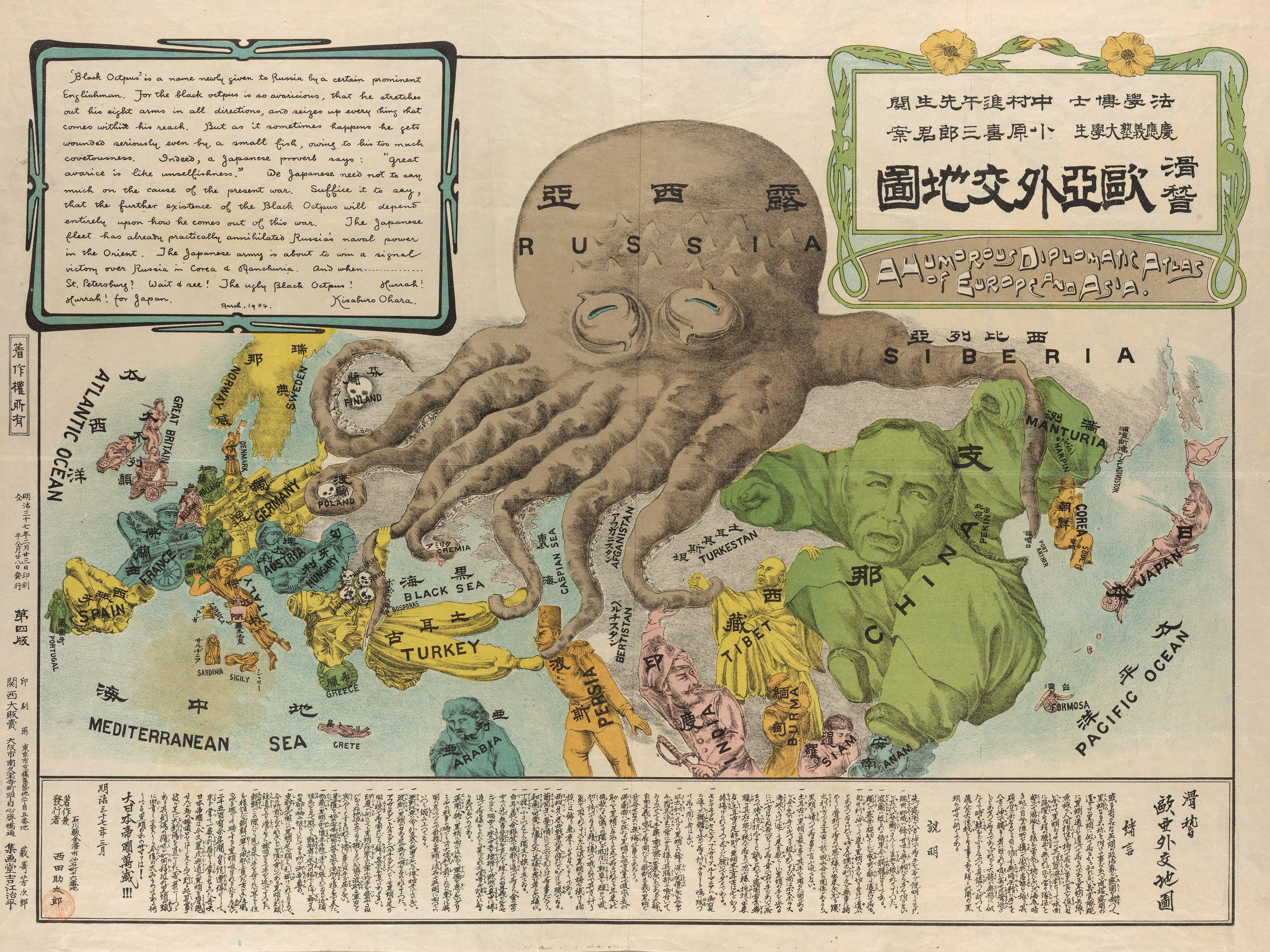
Una mappa satirica anti-russa prodotta in Giappone durante la guerra russo-giapponese.

Molte interazioni giapponesi con i russi a partire dal 2009 sono avvenute con marinai e pescatori della flotta peschereccia russa, quindi alcuni giapponesi hanno trasmesso ai russi gli stereotipi negativi associati ai marinai.
Secondo un sondaggio del Pew Global Attitudes Project del 2012, il 72% dei giapponesi vede la Russia in modo sfavorevole, rispetto al 22% che la vede favorevolmente, rendendo il Giappone il paese più anti-russo intervistato. Un sondaggio del 2017 del governo giapponese ha rilevato che il 78,1% dei giapponesi ha affermato di sentire poca o nessuna affinità con la Russia, che era la seconda percentuale più alta su 8 regioni intervistate (dietro alla Cina al 78,5%).
Nel dicembre 2016, i manifestanti si sono riuniti a Tokyo chiedendo la restituzione delle isole nella disputa delle Isole Curili.
Casi di molestie, incitamento all'odio e discriminazione nei confronti dei russi che vivono in Giappone sono stati segnalati dopo l'invasione russa dell'Ucraina nel 2022. Il ministro degli Esteri Yoshimasa Hayashi ha condannato le violazioni dei diritti umani avvenute contro i russi.

#### Kazakistan
Secondo la Jamestown Foundation, anche se in precedenza non era noto per essere anti-russo, il Kazakistan dopo l’indipendenza è diventato sempre più ostile sia alla Russia che alla Cina. Il commentatore russo Jaroslav Razumov sostiene che "gli articoli anti-russi sono un punto fermo dei media kazaki". Nel 2018 i nazionalisti kazaki hanno criticato le persone che preferiscono parlare in russo piuttosto che in kazako nonostante sia una delle due lingue ufficiali del paese. Nel 2014, i kazaki erano infuriati per la dichiarazione del presidente russo Vladimir Putin secondo cui "i kazaki non hanno mai avuto alcuna statualità" prima dell'indipendenza.

#### Cina
Le tensioni tra Russia e Cina iniziarono con i conflitti sul confine sino-russo, iniziati nel 1652 e durati fino al 1689. Durante il XIX secolo, quando la dinastia cinese Qing era distratta dalla repressione della rivolta dei Taiping e dalla lotta alla seconda guerra dell'oppio, il governo russo ha annesso la regione della Manciuria esterna attraverso i trattati ineguali della Cina tardo imperiale. La Russia avrebbe continuato a sponsorizzare vari gruppi, sia pro che anti-cinesi, contribuendo a destabilizzare la Cina con la ribellione di Dungan e l'occupazione russa di Ili. Verso il crollo della dinastia Qing, la Russia invase la Manciuria e fu tra i principali partecipanti che repressero la ribellione dei Boxer contro le potenze europee.
Con il crollo dell'impero zarista in Russia venne fondata l'Unione Sovietica. Tuttavia, le tensioni tra URSS e Cina sono rimaste elevate. L'Unione Sovietica intraprese la guerra del 1929 contro la Cina, che si concluse con la vittoria sovietica. L'Unione Sovietica avrebbe continuato a seguire l'espansione dell'influenza della Russia imperiale sponsorizzando una serie di vari gruppi di milizie che destabilizzavano la Cina, in particolare nello Xinjiang, che portò alla ribellione Kumul, all'invasione sovietica dello Xinjiang e seguita dalla ribellione islamica e dalla ribellione di Ili nel 1937 e 1944. L'invasione e l'occupazione sovietica della Manciuria nel 1945 in seguito al controllo giapponese accrebbero il sentimento anti-russo e anti-sovietico a seguito dei crimini di guerra commessi dalle truppe sovietiche, inclusi stupri e saccheggi.
Al giorno d’oggi, tuttavia, il sentimento anti-russo in Cina è notevolmente diminuito, a causa del sentimento anti-occidentale comune percepito tra i nazionalisti russi e cinesi. L'etnia russa è uno dei 56 gruppi etnici ufficialmente riconosciuti dalla Repubblica Popolare Cinese.

#### Corea del Sud
Un sondaggio Gallup International del 2020 ha rilevato che il 75% dei sudcoreani considerava la politica estera della Russia destabilizzante per il mondo, che era la terza percentuale più alta su 44 paesi esaminati. Un sondaggio di Morning Consult terminato il 6 febbraio 2022, ha evidenziato che gli intervistati sudcoreani avevano un'impressione più sfavorevole che favorevole della Russia con una differenza del 25% (la seconda percentuale più alta in Estremo Oriente). Proteste anti-russe contro l'invasione dell'Ucraina da parte del paese si sono svolte a Seul e Gwangju, con una prevista anche a Busan.

#### Turchia
Secondo un sondaggio del 2013, il 73% dei turchi vedeva la Russia in modo sfavorevole, contro il 16% con opinioni favorevoli. Un sondaggio SETA del 2011 indicava che il 51,7% dei turchi esprimeva un'opinione negativa sui russi rispetto al 20,7% che esprimeva un'opinione positiva. Secondo un rapporto del 2012, gli albergatori di Antalya consideravano i turisti russi in modo più negativo rispetto ai turisti occidentali.
Storicamente, Russia e Turchia hanno combattuto diverse guerre e hanno causato grandi devastazioni a ciascuna nazione. Durante l'antico zarismo russo, gli ottomani spesso facevano irruzione e attaccavano gli abitanti dei villaggi russi. Con la trasformazione in Impero Russo, la Russia iniziò ad espandersi e si scontrò pesantemente con i Turchi; che la Russia spesso vinse e ridusse pesantemente l'Impero Ottomano. La serie di guerre aveva manifestato tra i turchi l’idea che la Russia volesse trasformare la Turchia in uno Stato vassallo, portando ad un alto livello di russofobia in Turchia. Nel 20º secolo, il sentimento anti-russo in Turchia era così forte che i russi si rifiutarono di consentire a un addetto militare turco di accompagnare i loro eserciti. Dopo la prima guerra mondiale, sia l'impero ottomano che quello russo crollarono e due nazioni continuarono a essere afflitte dalle loro guerre civili; durante quel periodo la Russia sovietica (che in seguito sarebbe diventata Unione Sovietica) sostenne il Movimento per l'indipendenza turca guidato da Mustafa Kemal, portando a relazioni più calde tra i due stati, poiché la neonata Repubblica turca manteneva un legame formale con l'Unione Sovietica. Ma i loro cordiali rapporti non durarono a lungo; Dopo la seconda guerra mondiale, la crisi degli Stretti turchi avvenuta nel 1946 a causa della richiesta di Iosif Stalin di un completo controllo sovietico dello stretto portò alla rinascita della russofobia in Turchia.
Il sentimento anti-russo ha ripreso ad aumentare a partire dal 2011, in seguito allo scoppio della guerra civile siriana. La Russia sostenne il governo di Bashar al-Assad, mentre la Turchia sostenne l'Esercito siriano libero e ha più volte annunciato la propria intenzione di rovesciare Assad, mettendo ancora una volta a dura prova le relazioni. Le relazioni tra i due peggiorarono ulteriormente dopo che un aereo russo fu abbattuto da un aereo turco, rivelando che la Russia voleva invadere la Turchia su richiesta di Assad; e interessi diversi in Siria. I media turchi hanno promosso notizie russofobe sulle ambizioni russe in Siria, e questo è stato il punto di svolta per le relazioni ancora povere, sebbene due nazioni abbiano cercato di riavvicinarsi alle loro differenze. Anche le operazioni militari turche in Siria contro la Russia e le forze appoggiate da Assad danneggiano profondamente le relazioni.

## Hollywood e i videogiochi
I russi e i russo-americani sono solitamente descritti come agenti spietati, mafiosi brutali, psicopatici e cattivi nei film di Hollywood e nei videogiochi. In una notizia del 2014, Fox News ha riferito che "i russi potrebbero anche non essere impressionati dagli stereotipi apparentemente negativi di Hollywood [del popolo russo] nei film". The Avengers presentava uno spietato ex agente del KGB, Iron Man 2 è incentrato su uno scienziato russo furfante con un vendetta in atto e il thriller d'azione Jack Ryan: Shadow Recruit ha visto Kenneth Branagh interpretare un archetipo del cattivo russo, solo per citarne alcuni. Alcuni giochi dell'acclamata serie Grand Theft Auto descrivono i russi e la mafia russa di cui presumibilmente fanno parte come spietati e nemici pesantemente armati contro cui il giocatore deve combattere come parte della trama, in particolare Grand Theft Auto IV che presenta un mafioso di nome Dimitri Rascalov come principale antagonista.
Il videogioco Call of Duty: Modern Warfare 2 ritrae i soldati russi come dei cattivi esagerati e contiene una controversa missione intitolata "No Russian", che coinvolge il giocatore impegnato in una sparatoria di massa in un aeroporto russo. In Russia, il gioco ha suscitato richieste di boicottaggio e ha spinto gli streamer live a ritirare gli accordi con l'editore Activision, con i russi che hanno anche inondato Metacritic online per votare contro il punteggio degli utenti del gioco.

## Attività commerciale
Nel maggio e giugno 2006, i media russi hanno citato la discriminazione contro le aziende russe come una possibile ragione per cui la prevista fusione tra il produttore siderurgico lussemburghese Arcelor e la russa Severstal' non è stata portata a termine. Secondo il quotidiano russo Izvestija, gli oppositori della fusione “hanno sfruttato il mito della 'minaccia russa' durante le trattative con gli azionisti e, a quanto pare, hanno trovato un terreno comune con gli europei”, mentre Boris Gryzlov, presidente della Duma di Stato, osserva che “Gli avvenimenti recenti dimostrano che qualcuno non vuole permetterci di entrare nei loro mercati." Il 27 luglio 2006, The New York Times ha citato gli analisti che affermavano che molti investitori occidentali pensano ancora che tutto ciò che ha a che fare con la Russia sia "un po'dubbioso", mentre altri guardano alla Russia "in termini di fumetti, come misterioso e gestito dalla mafia."